# Barokk építészet
A barokk építészet (olaszul: architettura barocca) a 15–16. század fordulóján Rómából kiinduló, rendkívül dekoratív stílusirányzat. Eredetileg a katolikus egyház, különösen a jezsuiták alkalmazták, a reformáció és a protestáns egyházak elleni küzdelem eszközeként. Az ellenreformáció vezéralakjai felismerték, hogy az értelemre ható elmélkedések ideje lejárt, és ezért az érzelmekre próbáltak hatni. Csúcsát az érett barokkban (1625–1675) érte el, amikor főleg Itáliában, Spanyolországban, Portugáliában és Franciaországban, valamint Németországban és Ausztriában alkalmazták templomoknál és palotáknál. A késő barokk korban (1675–1750) egészen Oroszországig, valamint a spanyol és portugál gyarmatokig eljutott.

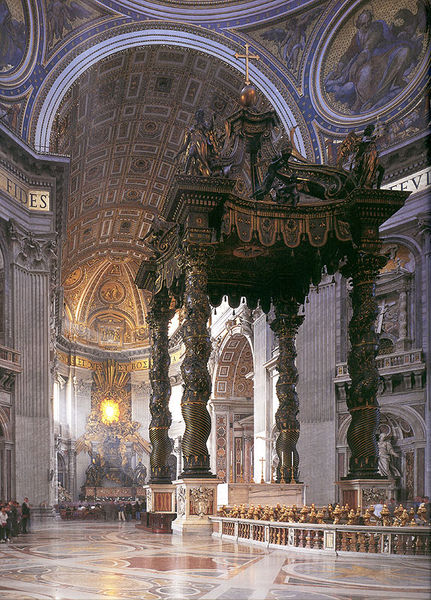
Bernini baldachinja a vatikáni Szent Péter-bazilikában

A barokk közvetlen előzményének tekintett manierista építészet sajátossága volt a szokatlan, egyedi kompozíciók alkalmazása, az egyedire, eltérőre, egyenlőtlenségre való törekvés. A mai maníros, vagyis modoros szavunk is ebből a kifejezésből ered.

## Korszakai
A barokk a reneszánsz építészetet váltotta fel, de közvetlen előzménye azonban a manierizmus volt. Késői ága a copf, illetve a rokokó stílus.
- Korai barokk (1580/84–1625) – már nagy mértékben uralja a római építészek stílusát
- Érett barokk (1625–1675)
- Késő barokk (1675–1750) – stílusa elterjedt Európa minden részén, valamint az Újvilág spanyol és portugál gyarmatain

A barokkot a 18. század második felében váltotta fel a klasszicista építészet .

## Jellemzői

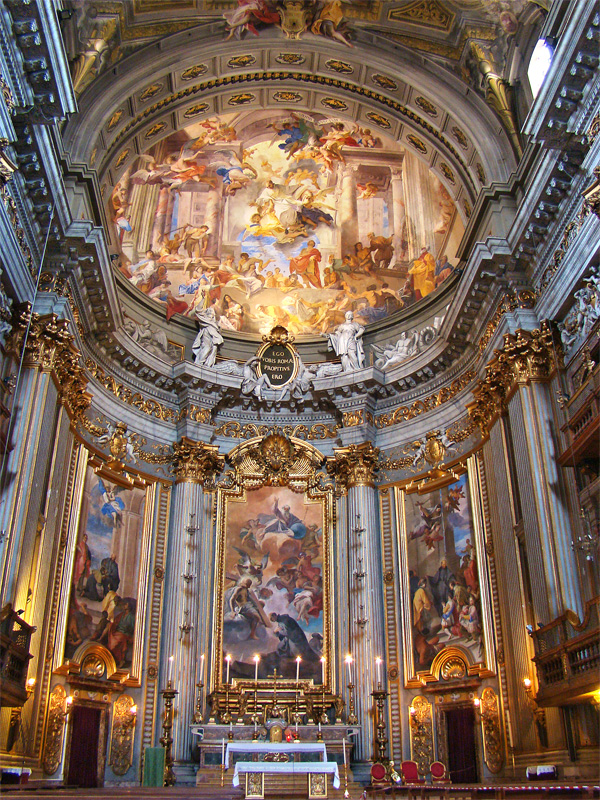
Templombelső Rómában, Sant’Ignazio

A korra a reformáció és az ellenreformáció heves küzdelmei által felidézett általános nyugtalanság jellemző. Ez a vonás érvényes a barokk stílusra is. Az építészetben kerülték az egyenes vonalat, a szimmetriát, a nyugodt hatást, gyakran már az alaprajzok is görbevonalúak, a szobrászok és festők keresik a mozgalmasságot, a meglepő, sőt nyugtalanító hatást. Az építészek keresték a tömeghatást, a dísz mozgalmas gazdagságát, a meglepő távlati hatásokat.
A barokk is antik építészeti elemeket használ, sajátossága a reneszánsz harmóniájával szemben az egyes részletek kiemelése, felnagyítása, míg más elemek jelentéktelenné tétele, elnyomása, ugyanakkor a reneszánsz stílusnál jóval kötetlenebb.
A barokk egyházi művészet célja a protestánsok legyőzéseként a hívők lenyűgözése, misztikus révületbe emelése volt. A templombelsők káprázatos kialakításával is próbálták visszacsábítani a híveket; a lenyűgöző látvány erejével fokozták a prédikáció érveit. Megjelent a pazar templomdíszek korszaka, az oltárokat és síremlékeket egyre drágább anyagokból készítették, megjelentek a színes lámpák és a becses gyertyatartók. Arannyal borították be vagy színesre festették a szobrokat is. A templomok túláradó, művészi pompájával a hívők érzelmeire kívántak hatni.
A korszak sajátossága volt a templomok alaprajzának jelentős megváltoztatása: a korábbi centrális elrendezést felváltotta a hosszhajós.
A barokk nyomait már Raffaellonál, Michelangelonál és Correggionál megtaláljuk, de jobbára csak 1580-tól szokták számítani. Fő képviselői: Bernini, Borromini és a Carracciak .
Róma első, minden részében barokk temploma az Il Gesù volt (1568, 1584), amely számtalan más barokk templomnak lett mintaképe. Ezt a templomot tekintik a barokk templomépítészet archetípusának, ilyenformán a barokk szülőhazája is Itália. A templom építője Giacomo Barozzi da Vignola, de halálát követően a befejezés már Giacomo Della Porta munkája volt. Ugyanakkor van olyan vélekedés, hogy a barokk stílus első képviselője reneszánsz a festőművész, Michelangelo Buonarroti volt.
A barokkban dominál a dekorációs szépség és a reprezentatív törekvés.
Ez az építészeti stílus foglalkozott először a városépítészettel: a korábbi, organikusan fejlődő városokat tervezett sugárutak, terek, parkok, kertek, tervezett városrészek kezdték tagolni. A barokk várostervezés egyik leghíresebb példája a vatikáni Szent Péter-tér, amelyet a pápa igényére Bernini tervezett.

## Elterjedése
A barokk számos művészeti ágban érvényesült: ismert barokk zene, barokk festészet, barokk szobrászat is, de első ízben az építészetben mutatkozott, mint a reneszánszot felváltó irányzat. 

### Itália

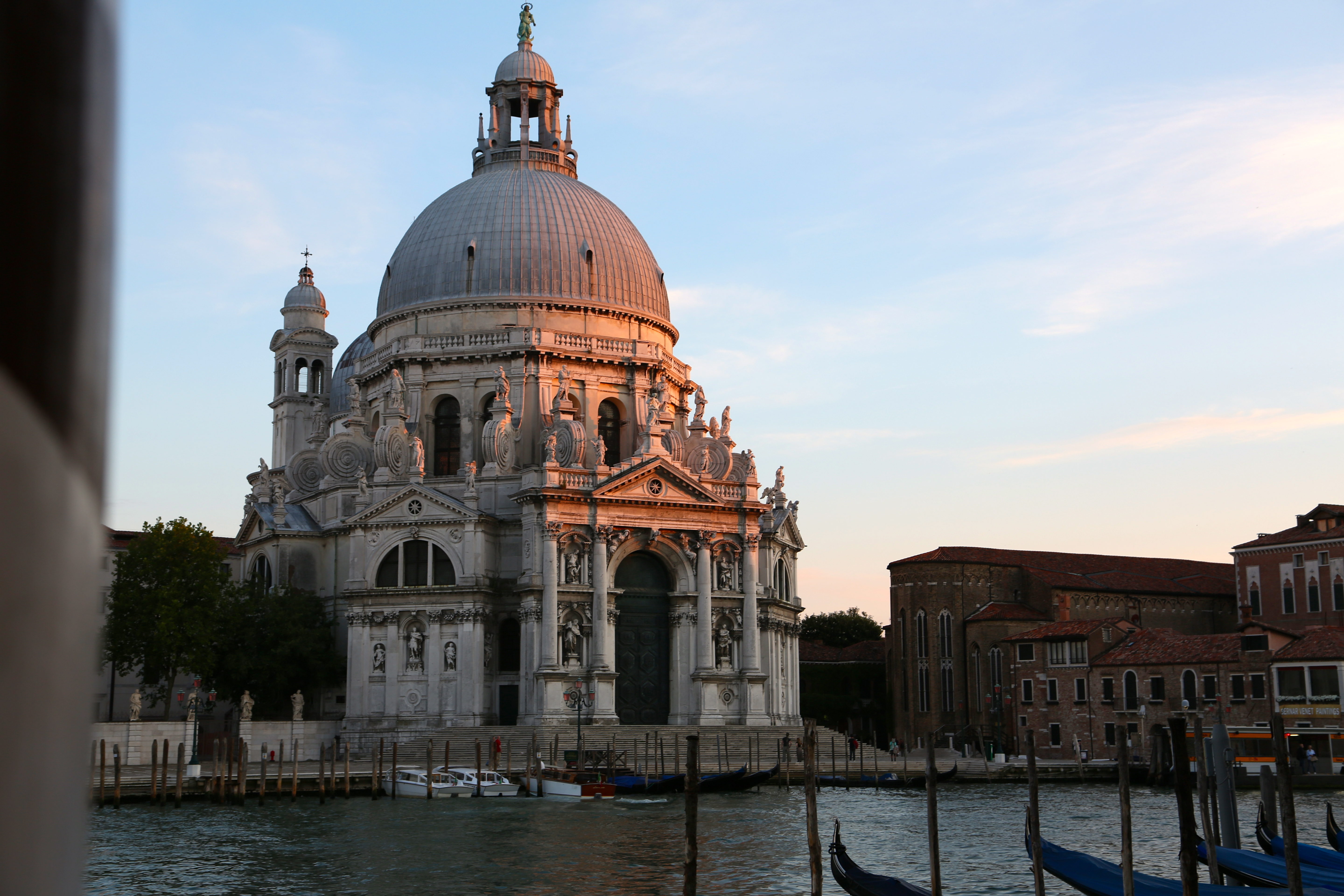
Santa Maria della Salute (Velence)

A barokk Rómából először Észak-Itáliára terjedt ki. A római Szent Péter-bazilika volt a következő grandiózus barokk építkezés, melynek alapkőletétele még a reneszánsz időszakában, 1506-ban történt, teljessé azonban csak 1626-ra vált. Baldassare Longhena alkotása a velencei Santa Maria della Salute fogadalmi templom (ép.: 1631–1687) mint a legelegánsabb barokk épület került a köztudatba. A kastélyok, paloták építészetén is markáns lenyomatot hagyott a barokk Rómában, Velencében és Genovában is, ez utóbbi villáinak sajátossága volt a kétágú lépcsőkbe forduló nagyszabású lépcsőházak megjelenése.
Fontosabb itáliai építészek, művészek:
- Gian Lorenzo Bernini (1598–1680)
- Francesco Borromini (1599–1667)
- Guarino Guarini (1624–1683)
- Carlo Maderno (1556–1629)
- Pietro da Cortona (1597–1669)
- Carlo Rainaldi (1611–1691)
- Andrea Pozzo (1642–1709)

### Franciaország

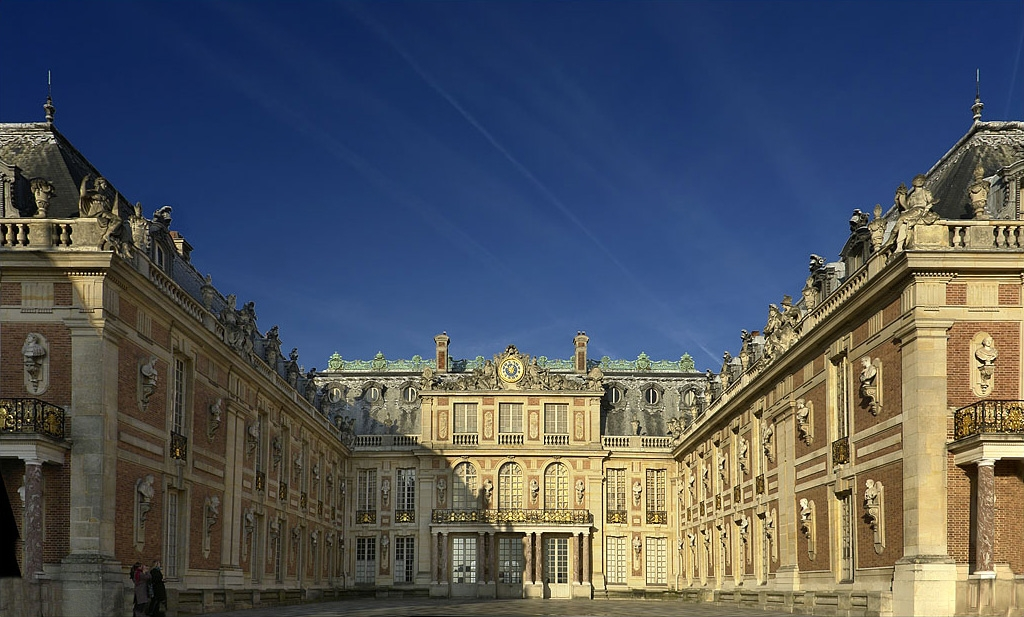
A versailles-i kastély márványudvara

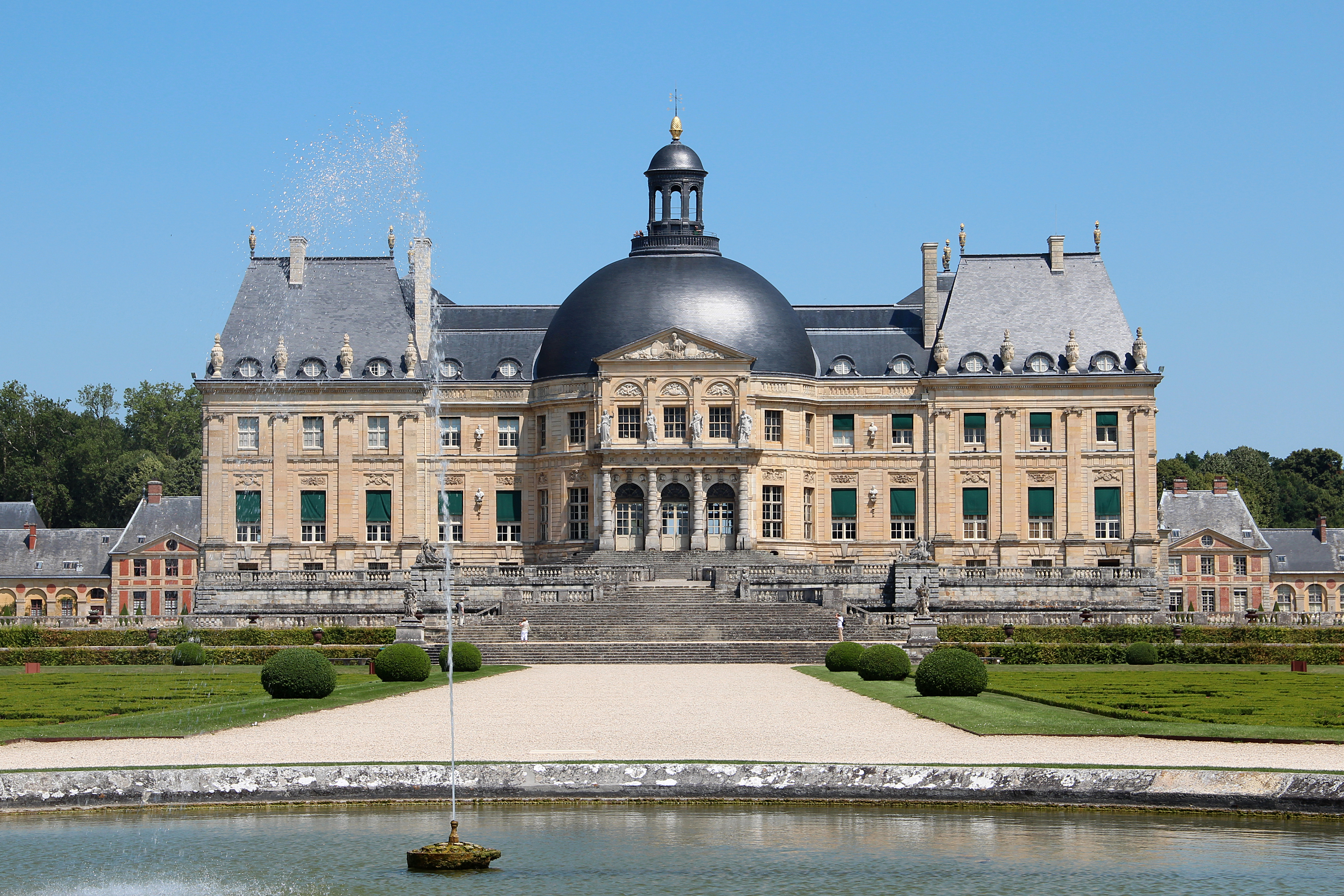
Párizs közeli barokk kastély

Franciaországba valamivel később ért az új stílus, ám tovább tartott, és a klasszikus műformák is sokkal inkább megmaradtak. A párizsi Louvre (Claude Perrault 16. sz. közepe) és a Tuileriák palotája, valamint a versailles-i kastély (Jules Hardouin-Mansart) építése, majd átépítése egész építészgenerációknak adtak munkát. A francia barokk időszakait a királyokhoz kötik: XIII. Lajos (ur.: 1610–1643) a korai barokk, XIV. Lajos (ur.: 1643–1715) a korai rokokó, XV. Lajos (ur.: 1715–1774) a fejlett rokokó, XVI. Lajos (ur.: 1774–1792) a klasszicizmus eleje.
Főbb építészek, művészek:
- Salomon de Brosse (1571–1626)
- François Mansart (1598–1666)
- Jules Hardouin-Mansart (1646–1708)
- André Le Nôtre, tájépítész, kertész (1613–1700)
- Louis Le Vau (1612–1670)

### Spanyolország

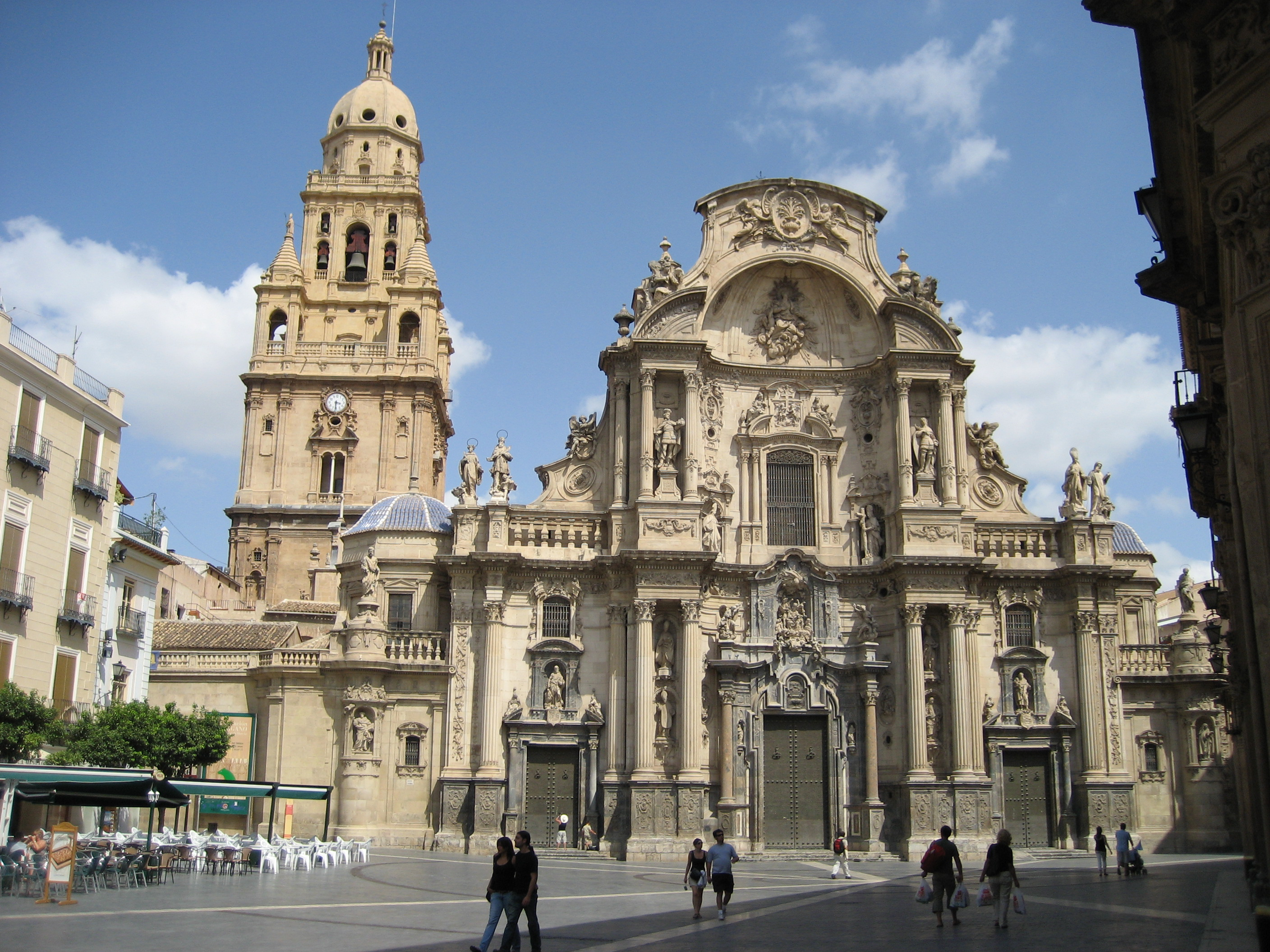
Murcia katedrálisa

Spanyolországban a nemzeti építészet hagyományainak ereje akkora volt, hogy az épületek első ránézésre elárulják, hogy spanyol mester munkái. A rokokó belsőépítészetre jellemző kanyargó, megtört díszítőformák Spanyolországban teljesen beborították a falakat, eltakarva az épület szerkezetének arányosságait. Ezt a stílust egyik képviselőjéről, José Benito de Churriguera szobrász-építészről (1665–1725) churriguereszk stílusnak nevezik.
- Alonso Cano (1601–1667)
- José Benito de Churriguera (1665–1725)
- Eufrasio López de Rojas (1628–1684)
- Ventura Rodríguez (1717–1785)
- Narciso Tomé (1690–1742)

#### Spanyol-amerikai barokk
Főbb építészek és művek:

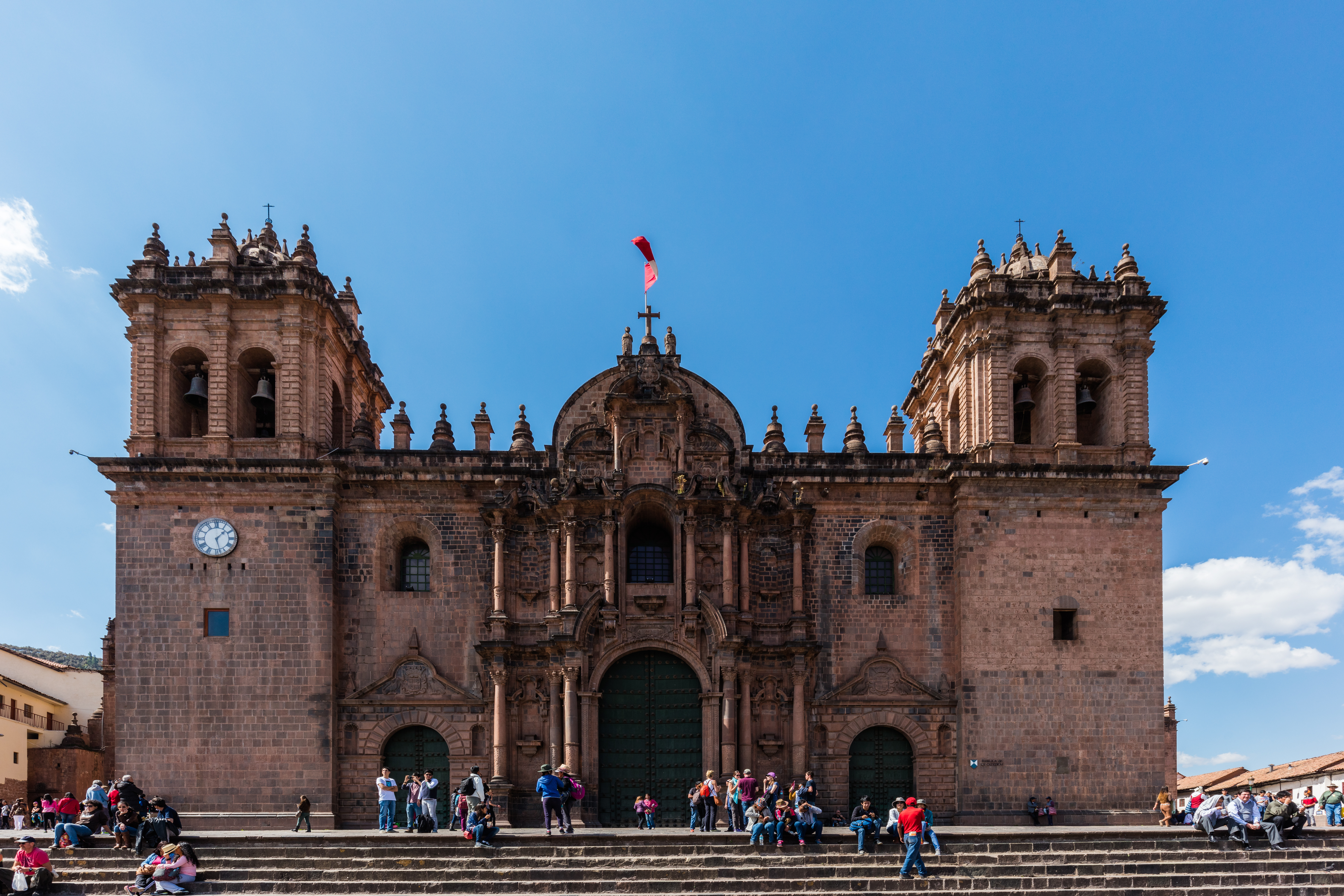
Cuzco székesegyháza, Peru

- Lorenzo Rodriguez – Mexikóvárosi katedrális, Mexikó (1749–1760)
- Zacatecas székesegyháza, Mexikó (1729–1772)
- José de la Cruz, Antonio de Nava és Luigi Tomassi – Chihuahua katedrálisa, Mexikó, (1725–1760)
- San Francisco kolostor, Mexikóváros, a 16. század körül
- Flamand Jean-Baptiste Gilles és Diego Martínez de Oviedo – Iglesia de la Compañía de Jesús, Cusco, Peru (1668)
- Juan Miguel de Veramendi, Juan Correa, Miguel Gutiérrez Sencio – Cusco katedrális, Cusco, Peru (1560–1664)
- Palacio de Torre Tagle, Lima, Peru (1715)
- Limai katedrális, Peru (1535–1649)
- Nuestra Señora de la Merced bazilika és kolostor, Lima, Peru (1535)
- San Francisco-bazilika, La Paz, Bolívia (1743–1772) [13]
- Havannai katedrális Kubában, 1748 és 1777 között épült [14]
- Assisi Szent Ferenc-bazilika (Havanna), 1580 és 1738 között épült.

### Portugália

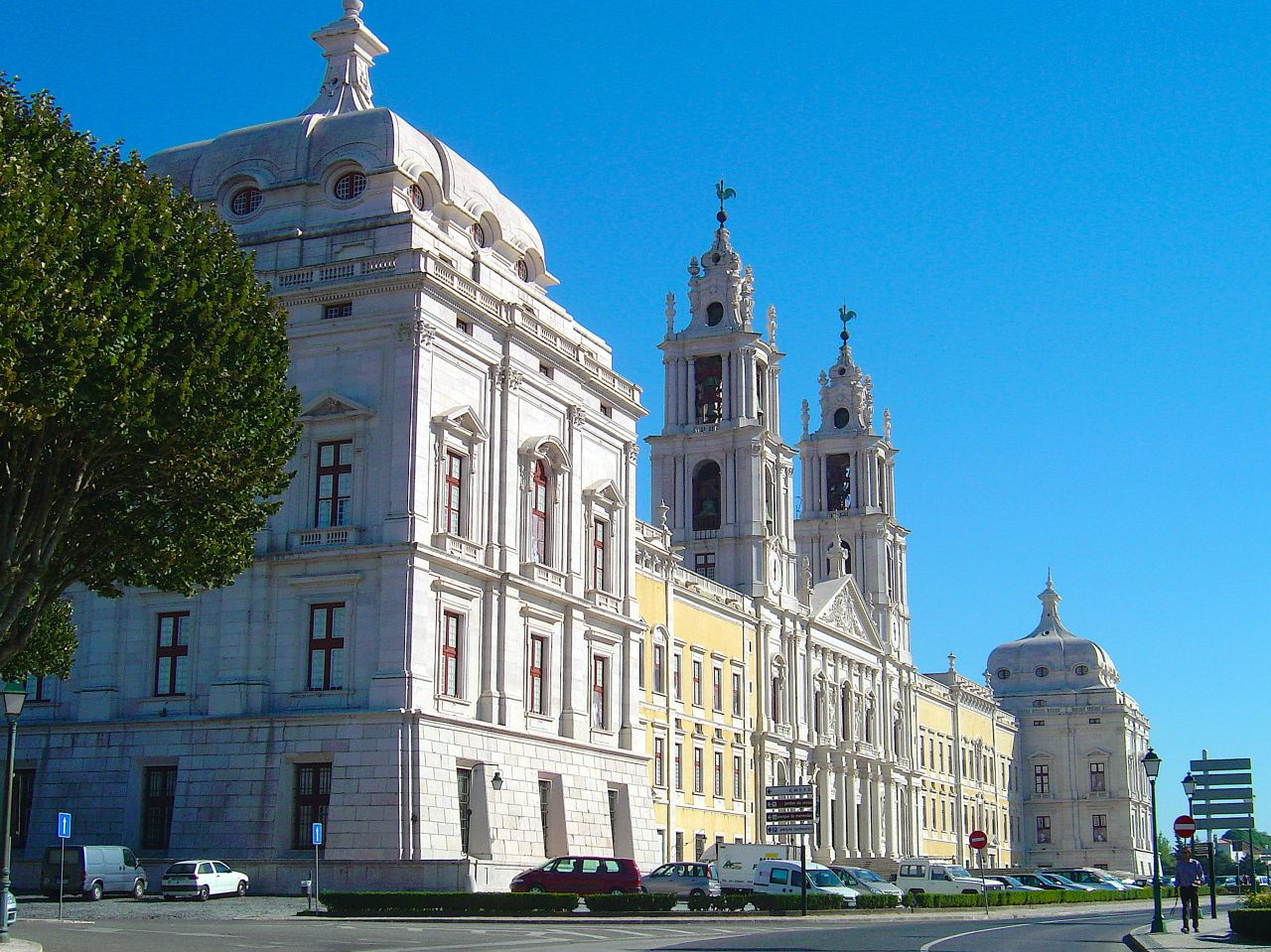
Mafra-palota

A barokk építészet Portugáliában körülbelül majd két évszázadig tartott (a 17. század végén és a 18. században). V. János és I. József uralkodása alatt a gyarmatokról a megnövekedett az arany és a gyémánt behozatala lehetővé tette a portugál barokk virágzását.
A Mafra-palota a portugál barokk épületek egy jellegzetes példája, de az ország északi részén számos barokk épület található, különösen Porto és Braga városaiban.
Főbb építészek:
- João Antunes (1642–1712)
- Nicolau Nasoni (1691–1773)

A gyarmati barokk példái:
- Aleijadinho – Assisi Szent Ferenc templom (Ouro Preto), Brazília [15] (1771–1794)
- Nossa Senhora do Carmo bazilika és kolostor, Recife, Brazília (1665–1767)
- Szent Anna-templom, Talaulim, Goa, India (1577–1695)
- Szent Domonkos-templom, Makaó, Kína (1587)

### Anglia

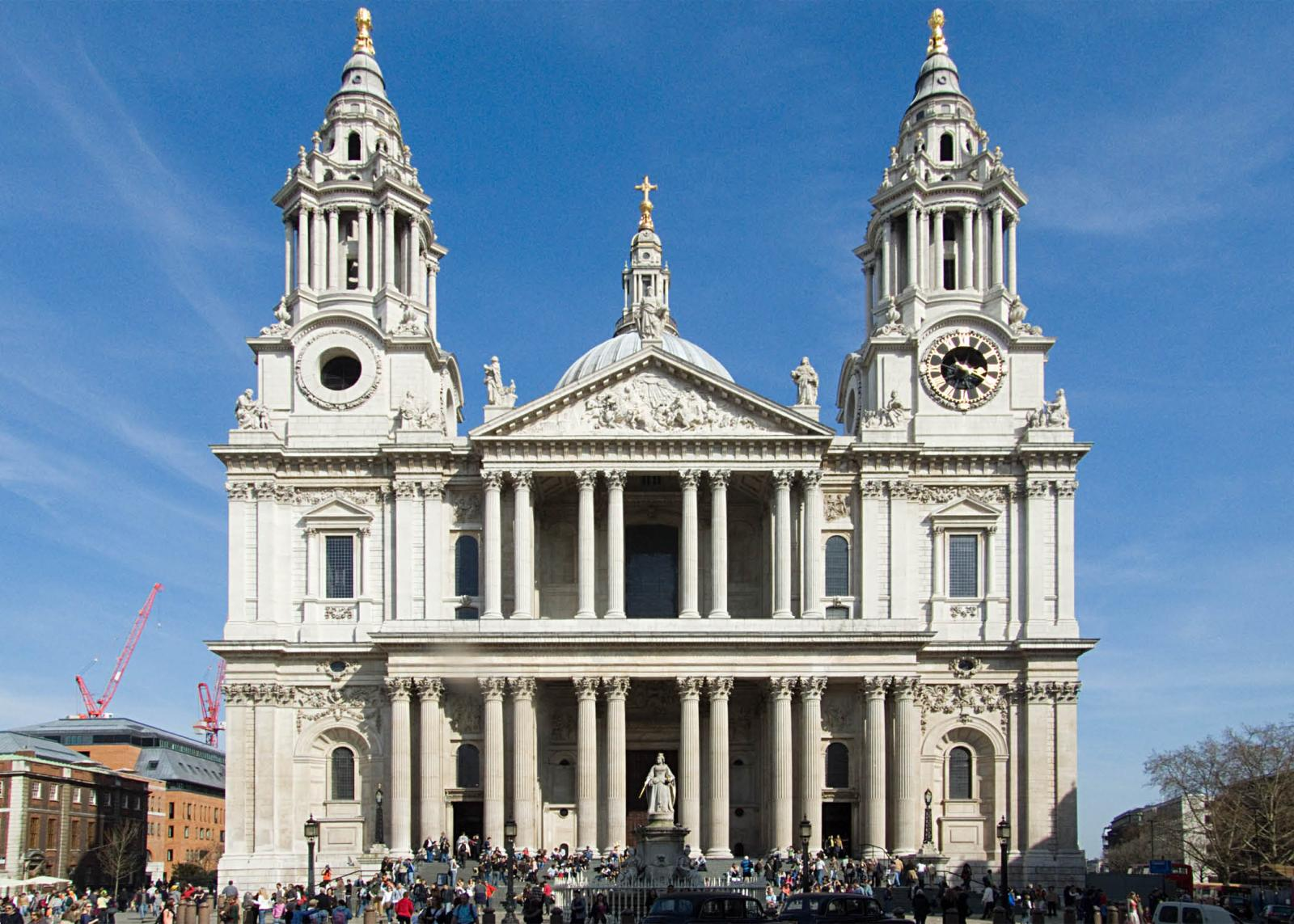
Szent Pál-székesegyház (London)

Angliában a barokk korszak két időszakra osztható: az Inigo Jones nevével fémjelzett, Andrea Palladio művei ihlette ún. palladianizmusra, amely látszatra inkább klasszicista, de Nicolaus Pevsner inkább a reneszánsz késői hajtásának tartja. 
Az 1666-os nagy londoni tűzvész után Christopher Wren az egyszerűbb, letisztultabb holland barokkot követve tervezte az újjáépülő főváros házait, templomait. Az angol barokk messze nem volt olyan túldíszített és szeszélyes, mint például Spanyolországban, sokkal inkább visszanyúltak a gótikához. A gótikus formanyelv még a 17. században annyira élt, hogy gótikus-klasszicista stílusötvözetet felvonultató épületek is születtek. Inigo Jones legismertebb épülete talán a londoni Banqueting House (1622), Wren pedig kétségkívül a Szent Pál-székesegyház átépítésével írta be a nevét az építészet történetébe.
Főbb építészek:
- Thomas Archer (1668–1743)
- Nicholas Hawksmoor (1661–1736)
- William Talman (1650–1719)
- John Vanbrugh (1664–1726)
- Christopher Wren (1632–1723)

### Németalföld

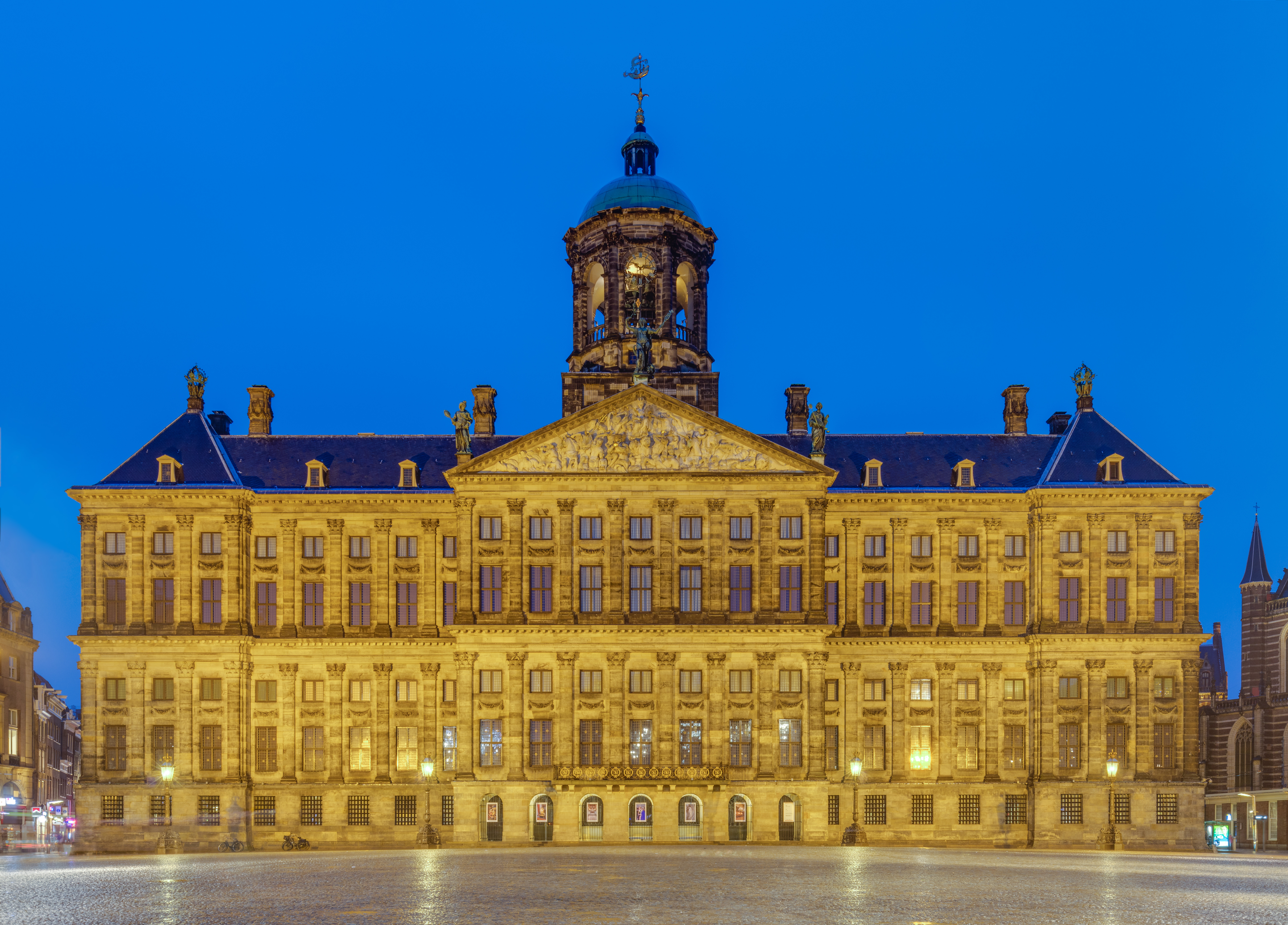
Királyi palota (Amszterdam)

Németalföldön ebben a korszakban vált szét a holland és a belga építészet. A 17–18. században Hollandia köztársaság volt, így az udvari építészet nem alakulhatott ki. Amikor Itáliában már a barokk dívott, Hollandiában még a nemzeti reneszánsz határozta meg az építészetet, az időszak legnagyobb mesterének, Lieven de Keynek, Amszterdam főépítészének a jóvoltából, kinek jellegzetes műve a Haarlemi húscsarnok (Vleeshal, 1603, Amszterdam, Haarlem). A csarnok sajátos megoldásai nem csak a környéken később épült házakra voltak hatással, de Németországban is felfedezhetők későbbi házakon a Vleeshal ihlette formák. Az időszak másik fontos építésze Jacob van Campen, a hágai Mauritshuis tervezője (társa Pieter Post volt, 1641).
Főbb építészek:
- Jacob van Campen (1596–1657)
- Lieven de Key (1560–1627)
- Pieter Post (1608–1669)
- Salomon de Bray (1597–1664)

### Belgium
Belgium továbbra is spanyol-osztrák uralom alatt állt, így mint jellemzően katolikus ország haladt templomépítészetén a reneszánsztól a barokkig. Lucas Faydherbe, Rubens építész tanítványa a mecheleni Hanswycki Miasszonyunk Bazilika (1681, flamandul: Onze-Lieve-Vrouwe-van-Hanswykbasilieke) építője volt, aki az alaprajzban és szerkezetben egyaránt újat mutatott a reneszénhoz képest a barokk irányába.

### Német nyelvű országok

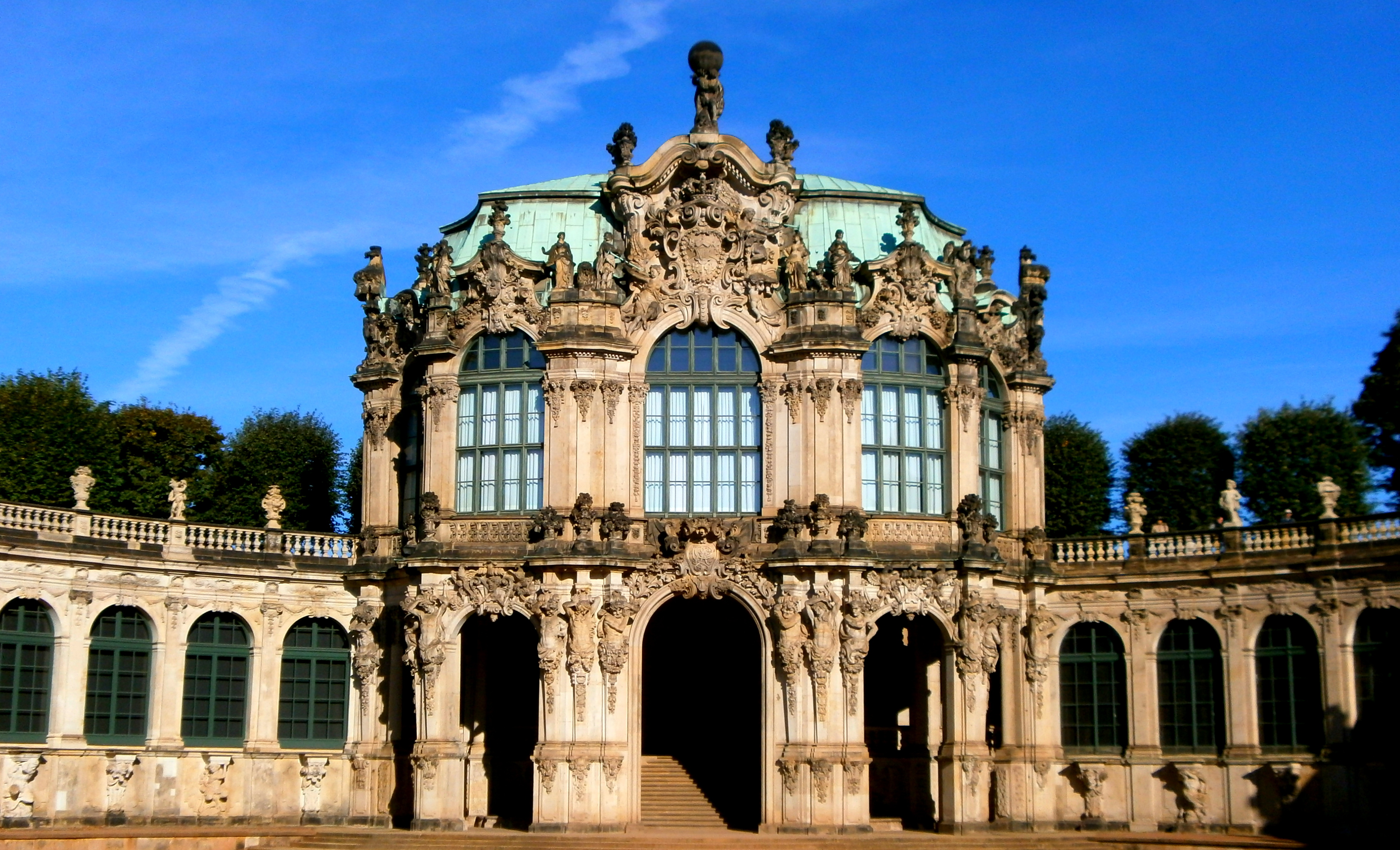
Drezdai Zwinger

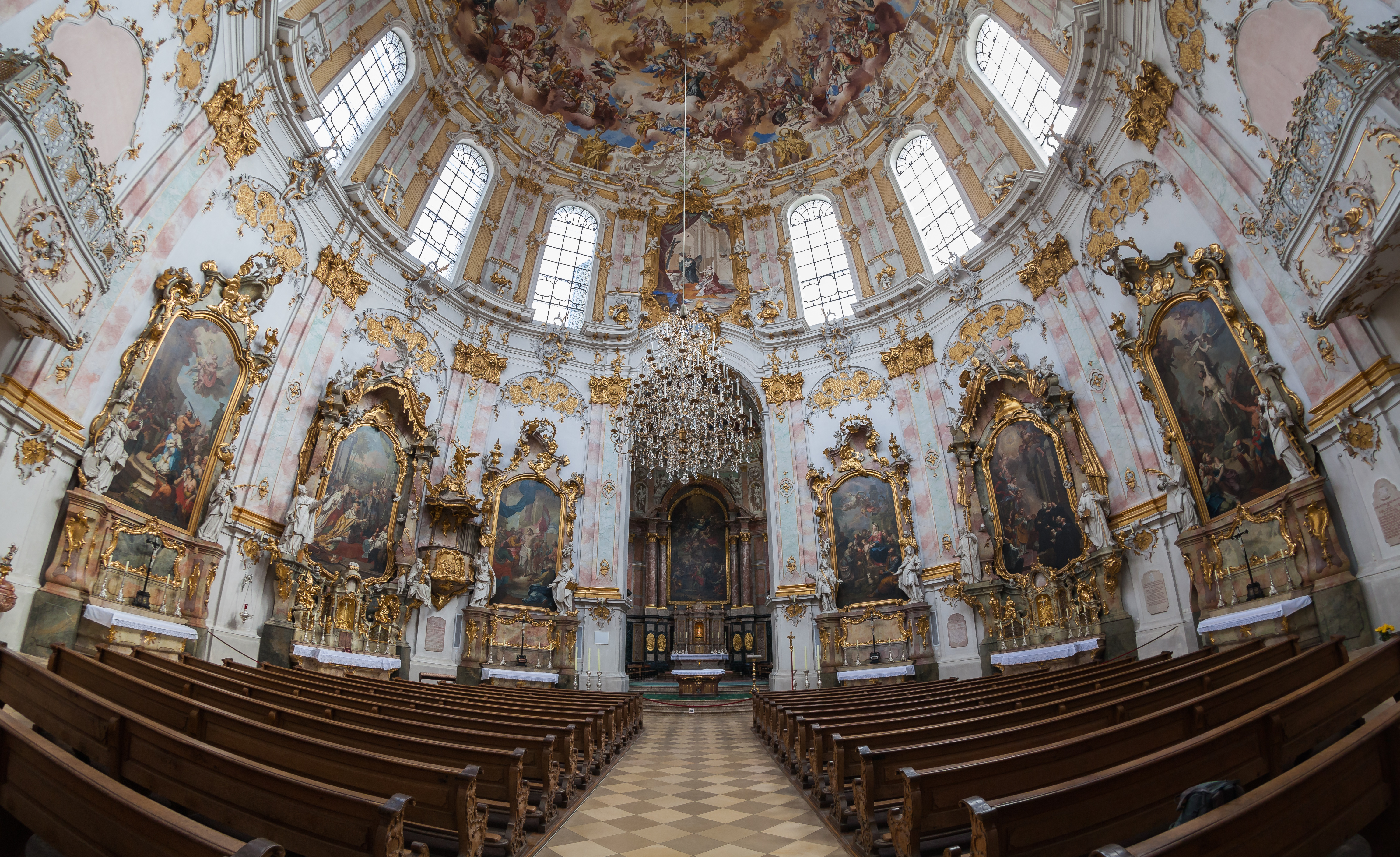
Ettal kolostori templomának belseje, Bajorország

A német nyelvterületű országokban Bécs, Drezda és Würzburg a legnagyobb barokk építkezések helyszíne. Az időszak kezdetén zajlott a harmincéves háború, ami megakasztotta az építkezéseket, ezt követően pedig a versailles-i kastély pompájának utolérése és meghaladása volt az elsődleges motiváció az udvari, egyházi, fejedelmi stb. építészetben. A korszak végén kapta egyes városrészeinek barokk karakterét Bécs, Salzburg és Hamburg is.
A katolikus templomok a római jezsuita templomokra vezethetők vissza különösen nagy méretű tornyaikkal. A templombelsőkben óriási barokk freskók a festészet, a zsúfolt domborművek, stukkók a szobrászok számára adott lehetőséget a barokk tobzódás megteremtésére. Johann Bernhard Fischer von Erlach és Johann Lukas von Hildebrandt Bécsben, Matthäus Daniel Pöppelmann és George Bähr Drezdában, Andreas Schlüter Berlinben, Johann Balthasar Neumann Würzburgban fejtett ki jelentős építőművészeti tevékenységet.
Német és osztrák barokk építészek:
- Giovanni Battista Alliprandi (1665–1720)
- Paul Ignaz Bayer (Pavel Ignác Bayer, 1656–1733)
- Octavio Broggio (1670–1742)
- Dientzenhofer család
  - Kilian Ignaz Dientzenhofer (1689–1751)
  - Christoph Dientzenhofer (1655–1722)
- Johann Bernhard Fischer von Erlach (1656–1723)
- Joseph Emanuel Fischer von Erlach (1693–1742)
- Johann Lukas von Hildebrandt (1668–1745)
- Domenico Martinelli (1650–1718)
- Balthasar Neumann (1687–1753)

### Lengyelország

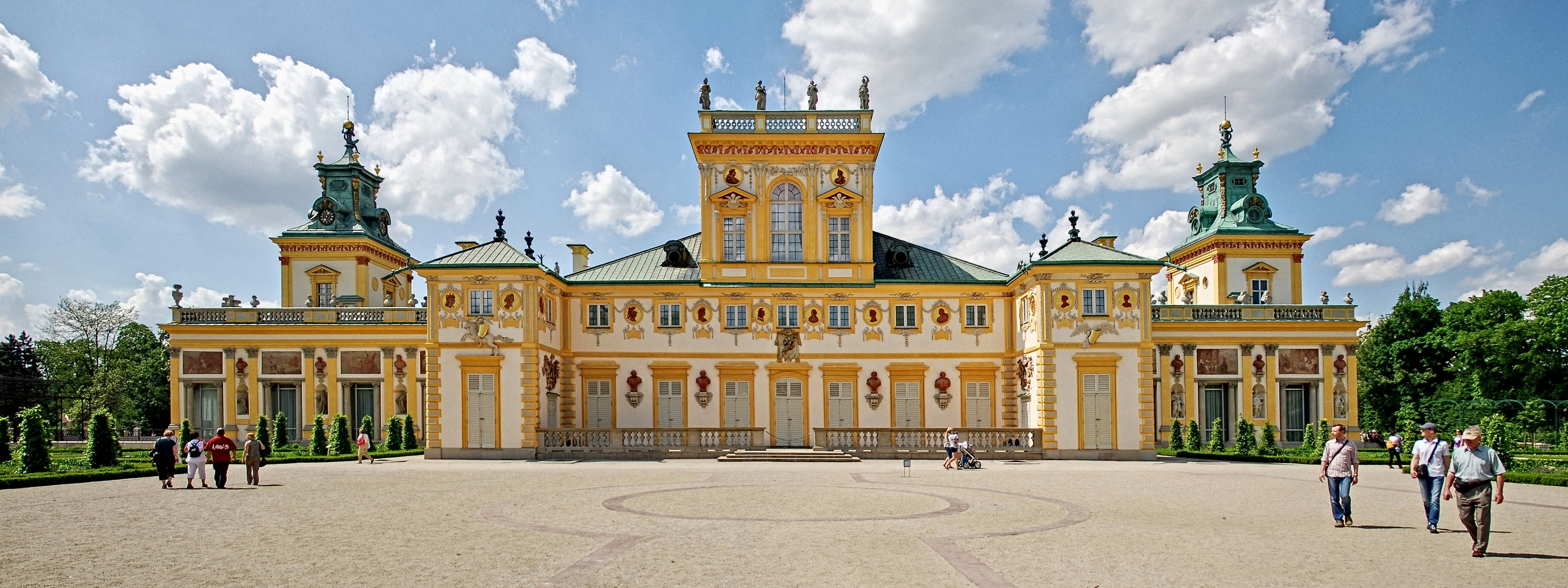
Wilanów-palota, Varsó (1677–1696)

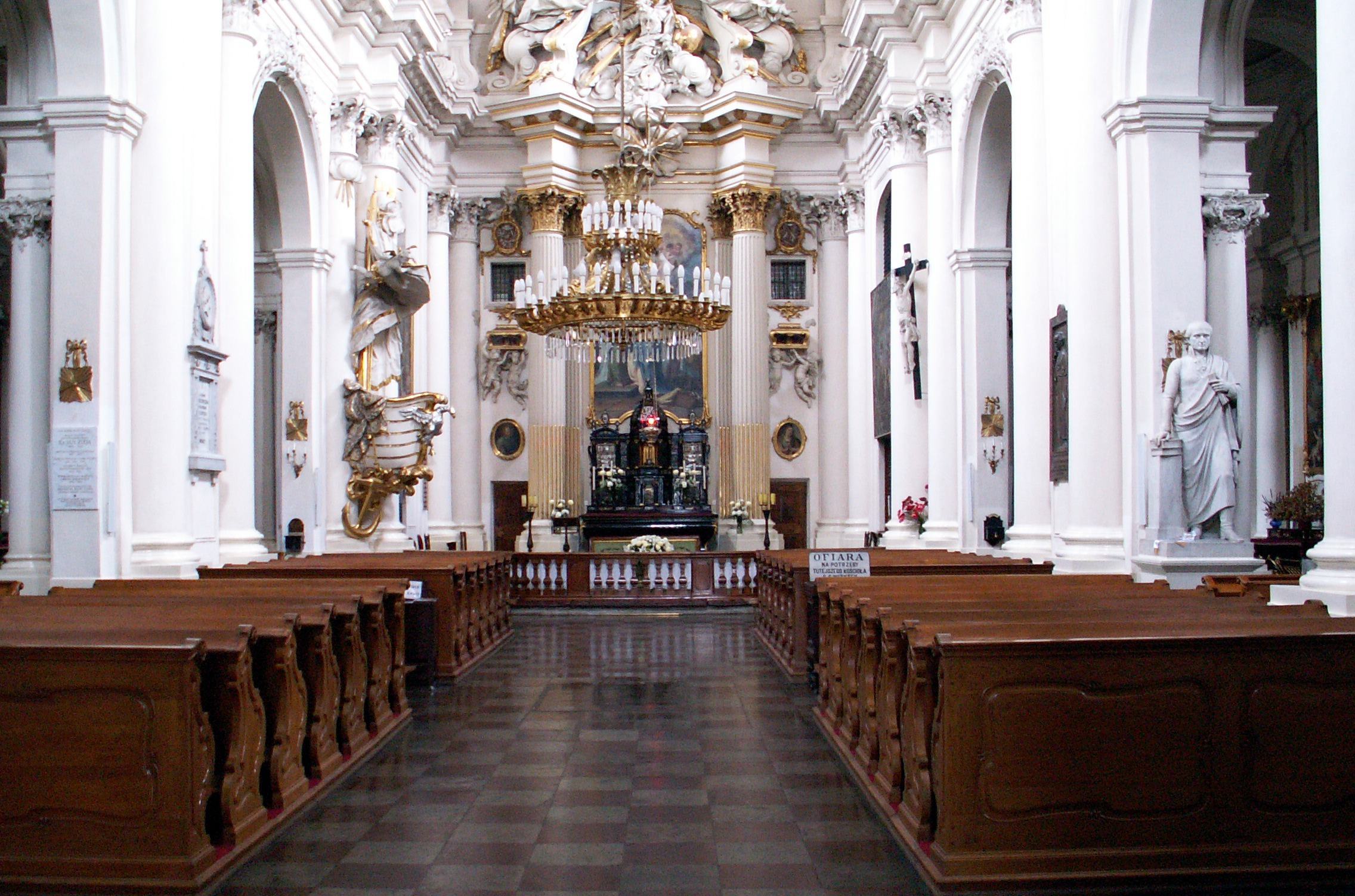
Varsói templom belseje

Lengyelországban a barokk és a rokokó időszakát egyrészt az ott megtelepedett olasz származású építőművészek alkotásai töltik ki.
Főbb építészek és műveik:
- Giovanni Maria Bernardoni – Szent Péter és Pál templom, Krakkó (1597–1619)
- Joseph Emanuel Fischer von Erlach – Szentségi kápolna, wroclawi székesegyház
- Karl Friedrich Pöppelmann – Kék palota Varsóban (1728)
- Tylman van Gameren – Krasinski-palota, Varsó (1677–1682)
- Johann Lukas von Hildebrandt – Királyi kastély, Varsó (1711)
- Friedrich Karcher – Varsó királyi kastélyának bővítése (1700)
- Augustyn Wincenty Locci és Andreas Schlüter – A Wilanów-palota rekonstrukciója (1677–1696)

### Csehország
Főbb építészek és műveik:
- Jean-Baptiste Mathey – Troja kastély, Prága (1679–1691)
- Christoph Dientzenhofer – Břevnovi kolostor, Prága (1708–1721)
- Kilian Ignaz Dientzenhofer – Kinský-palota (1755–1765)
- Jan Blazej Santini-Aichel (1677–1723)

### Málta
Főbb építészek, művészek és műveik:

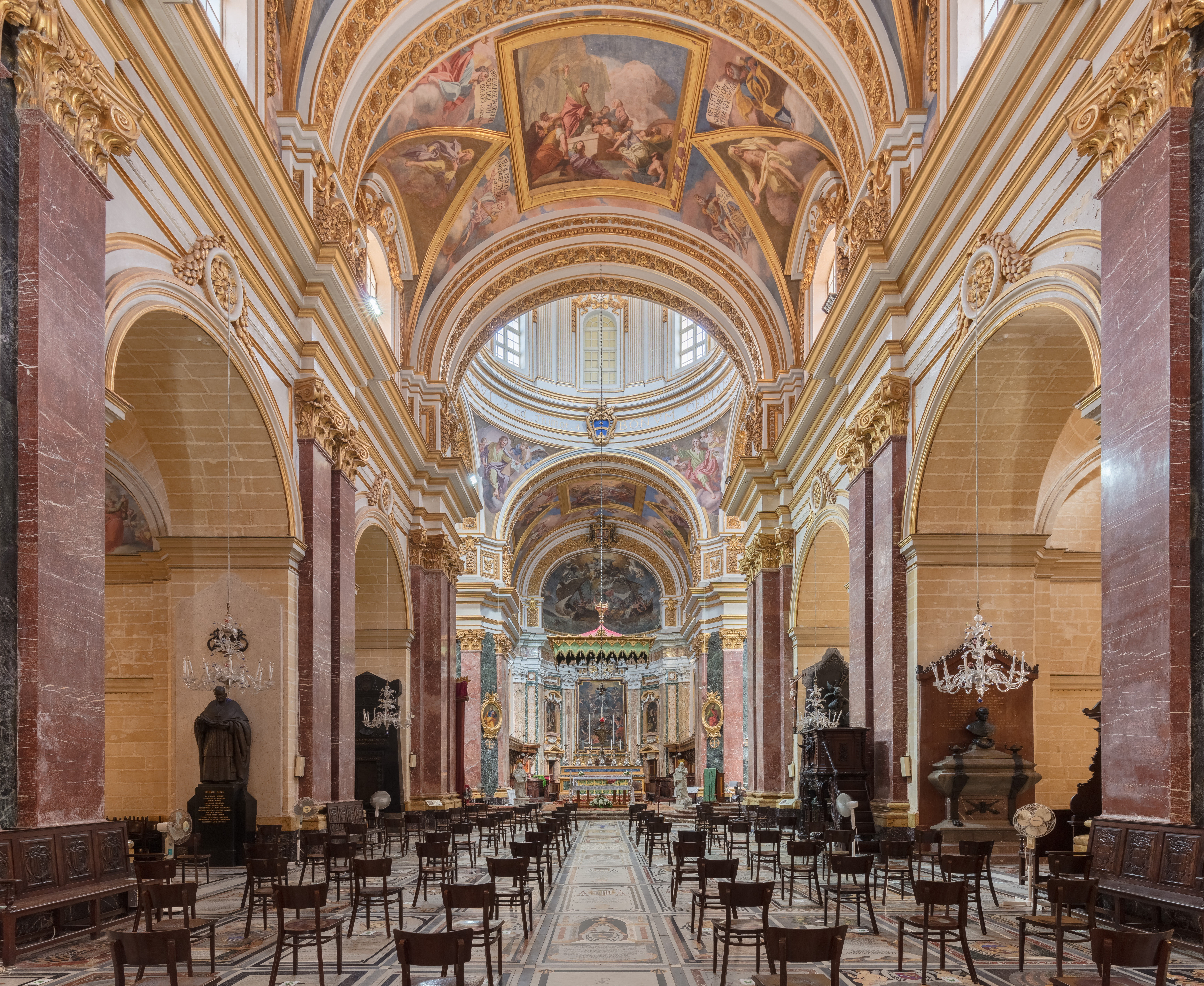
Mdina, Szt. Pál-katedrális, Málta

- Ġlormu Cassar – Valletta városának megálmodója, a Szent János-társkatedrális és a Nagymesteri Palota tervezője
- Vittorio Cassar
- Tumas Dingli
- Bontadino de Bontadini – Wignacourt-vízvezeték (1612–1615) és Wignacourt-ív [16]
- Francesco Bounamici – Jezsuiták temploma, Valletta (1635) [17]
- Mattia Preti festő – Szent János-társkatedrális (1660-as évek); A Győzelmek Boldogasszonya templom, Valletta (1752)
- Lorenzo Gafà – Szent Lőrinc-templom, Vittoriosa (1681–97); Szent Pál-székesegyház, Mdina (1696–1705); a Gozo-i Nagyboldogasszony-székesegyház (1697–1711) [18]
- Andrea Belli – Auberge de Castille (1741–45) [17]

### Oroszország

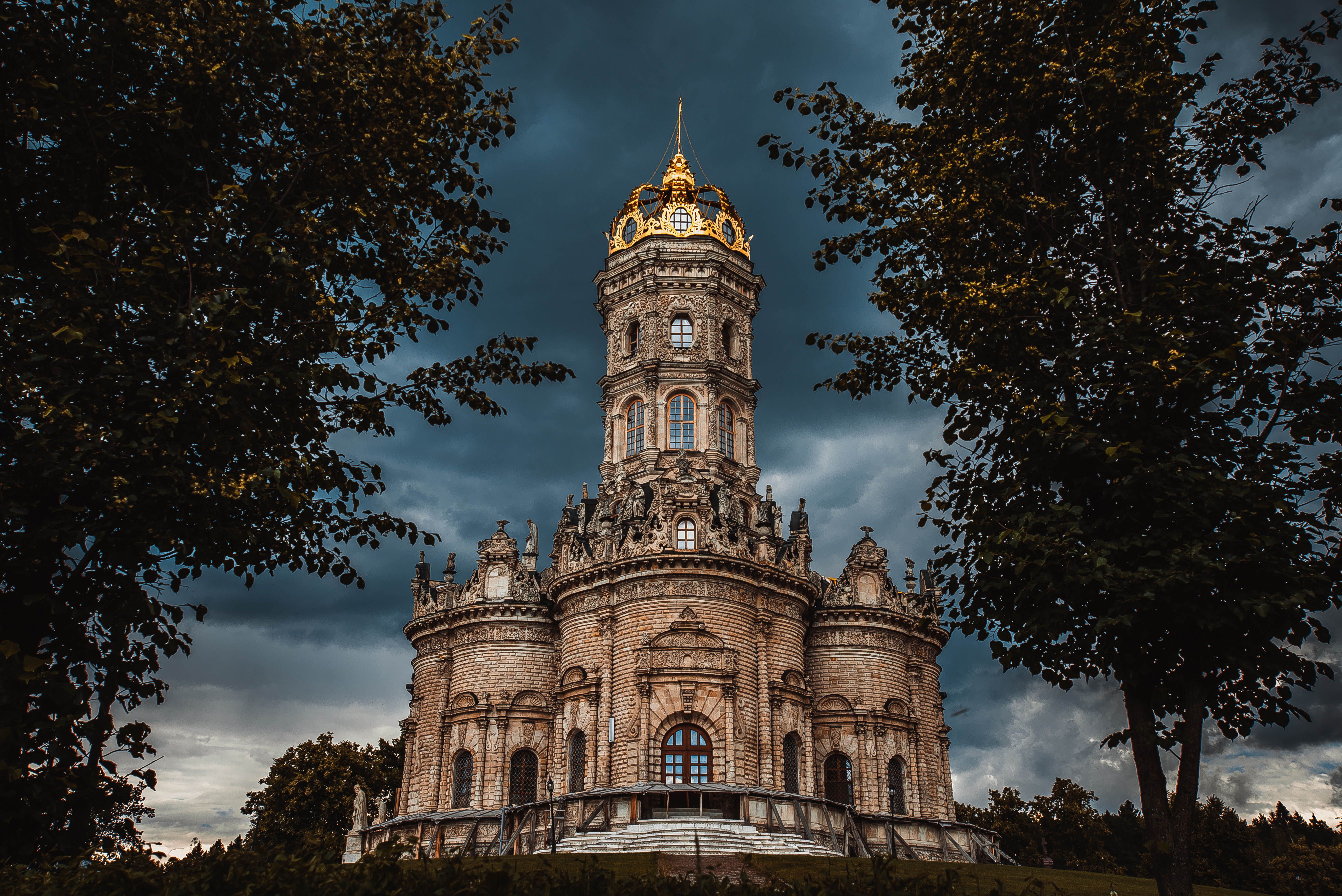
Znamenszkaja templom 1690-1698 Podolszk, Moszkva

Az Orosz Birodalomban a 17. század végén és a 18. század elején alakult ki. Ez a stílus főleg Szentpéterváron és Moszkvában volt jellemző Nagy Péter uralkodásától, de Anna és Erzsébet uralkodása alatt élte fénykorát.
Főbb építészek és műveik: 
- Giovanni Maria Fontana – Mensikov-palota (Szentpétervár) (1710–1720-as évek)
- Georg Johann Mattarnovi – Kunsztkamera  Szentpéterváron, 1727
- Francesco Bartolomeo Rastrelli – Szmolnij kolostor homlokzata, Szentpétervár (1748–1754); Sztroganov-palota (1753—1754); Voroncov-palota (Szentpétervár) (1749-1757); Téli Palota Szentpéterváron (1754–1762)
- Domenico Trezzini – Péter és Pál erőd, Szentpétervár (1706–1740)
- Mihail Zemcov – Színeváltozás-székesegyház (Szentpétervár) (1743–54)

## Magyarországon
Magyarországon a barokk építészet a 17. század elejétől a 18. század végéig számos meghatározó építészeti emléket hagyott hátra, elsősorban templomok, kastélyok formájában. A stílus legfőbb virágzása Mária Terézia és II. József idején volt (Grassalkovich Antal herceg pozsonyi, gödöllői és hatvani palotái; a nagytétényi kastély és esterházy „magyar Versailles", A. F. Hillebrandt építette nagyváradi püspöki palota, a nagyszombati Adalbertinum stb.). A
klasszicizáló, már XVI. Lajos-elemeket tartalmazó késő-barokknak legfontosabb mesterei J. Fellner, Esterházy Károly gróf egri püspök építésze (egri líceum, püspöki palota, tatai, pápai plébánia-templomok); a bécsi Anton Pilgram (jászóvári premontrei templom és rendház). A késő barokk kor legszebb magyarországi templomának, az egri minoriták templomának tervezője ismeretlen, a budapesti barokk templomok legszebbike, az egykori pálos templom Mayerhoffer András alkotása. A század végén megcsappant építészet nevesebb mestere a bécsi M. Hefele (pozsonyi prímási, a szombathelyi püspöki palota és székesegyház).
Legfontosabb barokk városaink Győr és Székesfehérvár, de hasonlóan értékes barokk műemlékegyüttest találhatunk Pápán, Budán, Veszprémben, Egerben, a határon túl pedig Kassán. Mivel a barokk korszak magyarországi épületei többnyire német anyanyelvű, itáliai vagy osztrák származású mesterek munkái, a szakirodalom kerüli a „magyar barokk” fogalom használatát, helyette pontosabb a „magyarországi barokk”.

### Főbb építészek
Erdélyben
- Johann Eberhard Blaumann – Bánffy-palota Kolozsváron (1774–75)
- Johann Lukas von Hildebrandt – Püspöki Palota Nagyváradon (1736–1750)
- Joseph Emanuel Fischer von Erlach – Szent György-székesegyház, Temesvár
- Anton Erhard Martinelli – Szentháromság-székesegyház (Balázsfalva) (1738–1749)
- Samuel von Brukenthal – Brukenthal palota Nagyszebenben (1777–87)

## Galéria

Barokk templomok
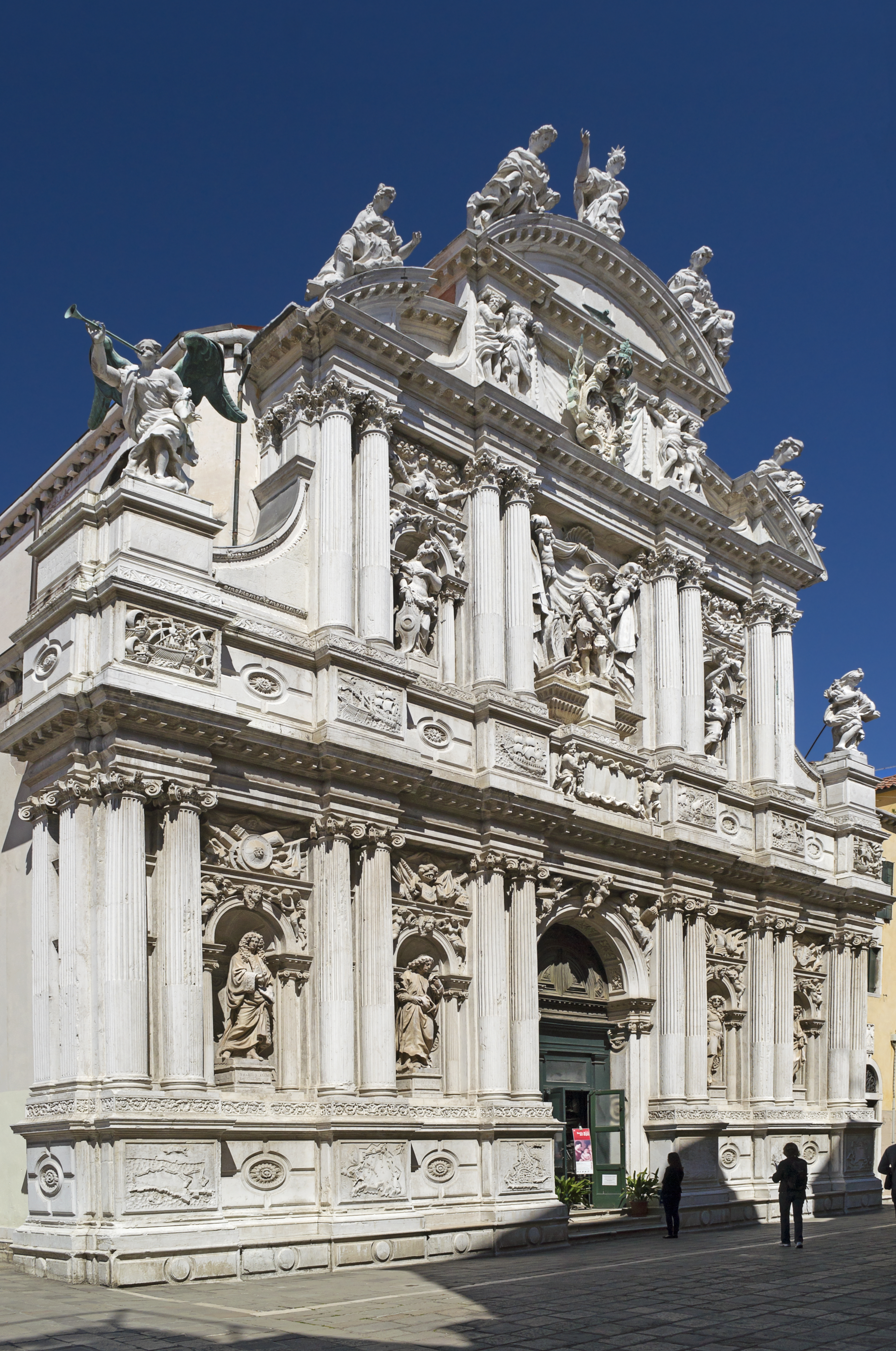
Santa Maria del Giglio, Velence
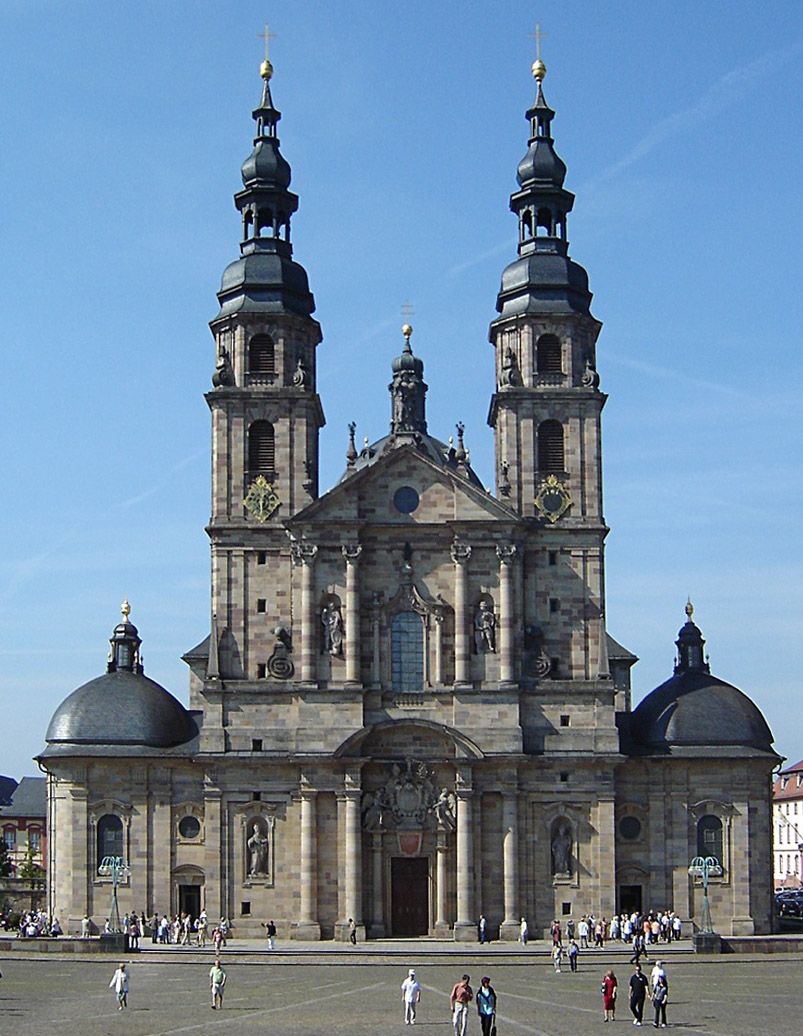
Fulda kolostor-székesegyháza
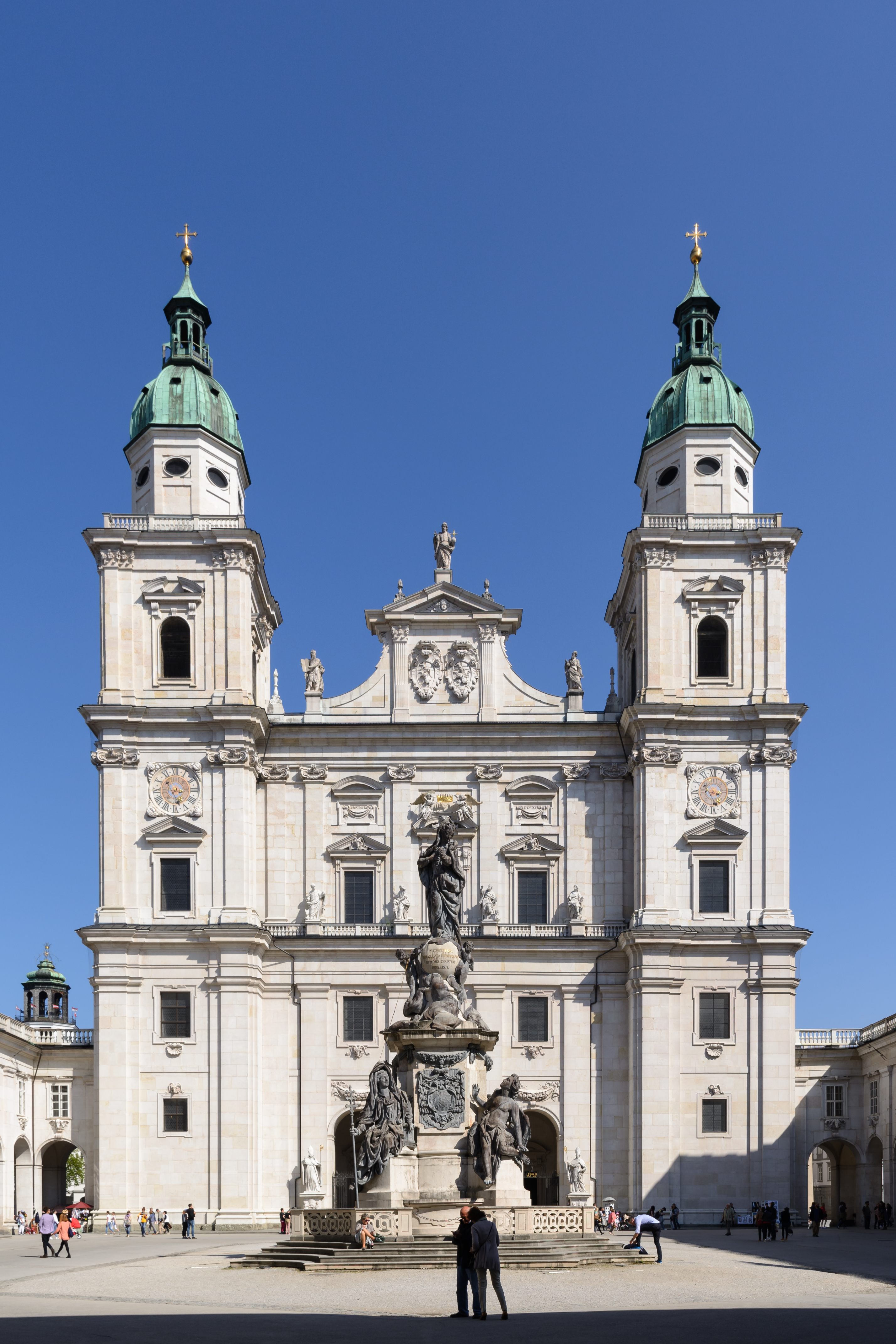
Salzburgi dóm
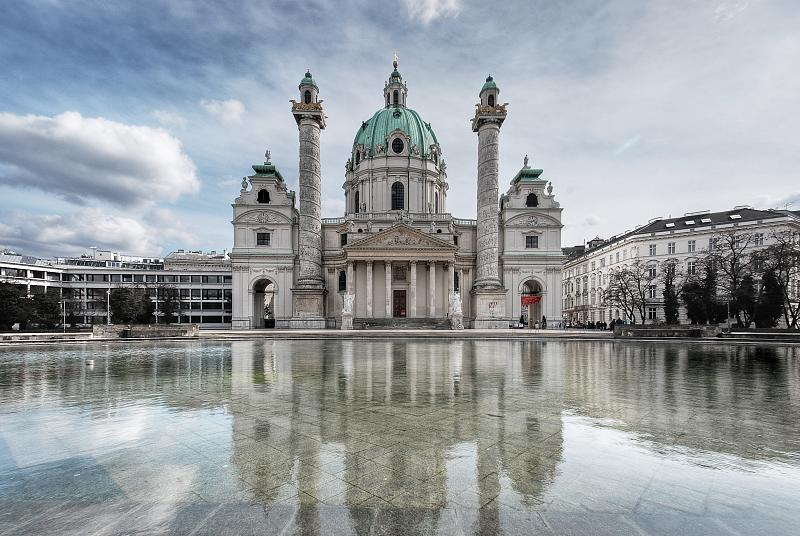
Károly-templom, Bécs
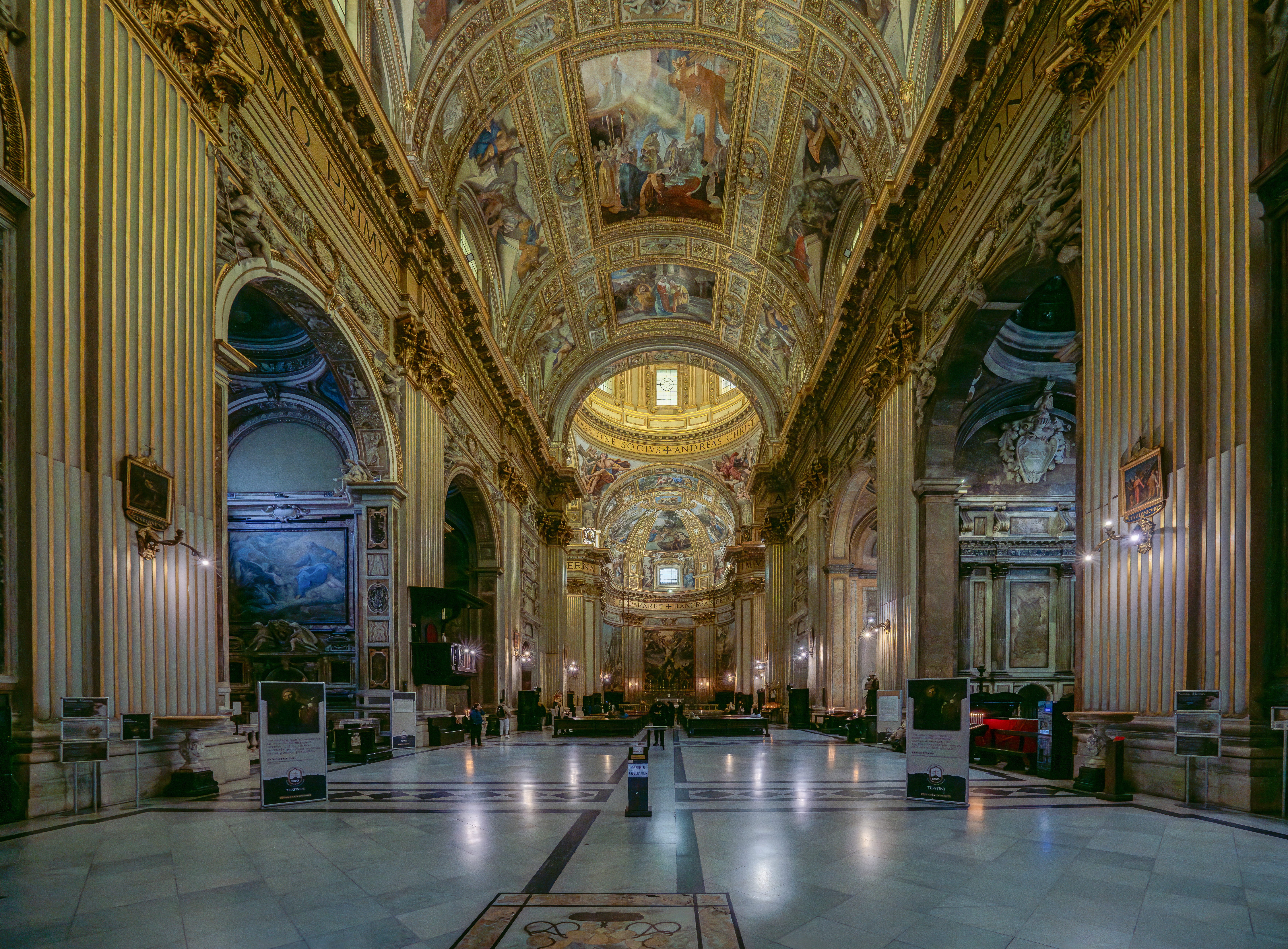
Sant’Andrea della Valle bazilika, Róma
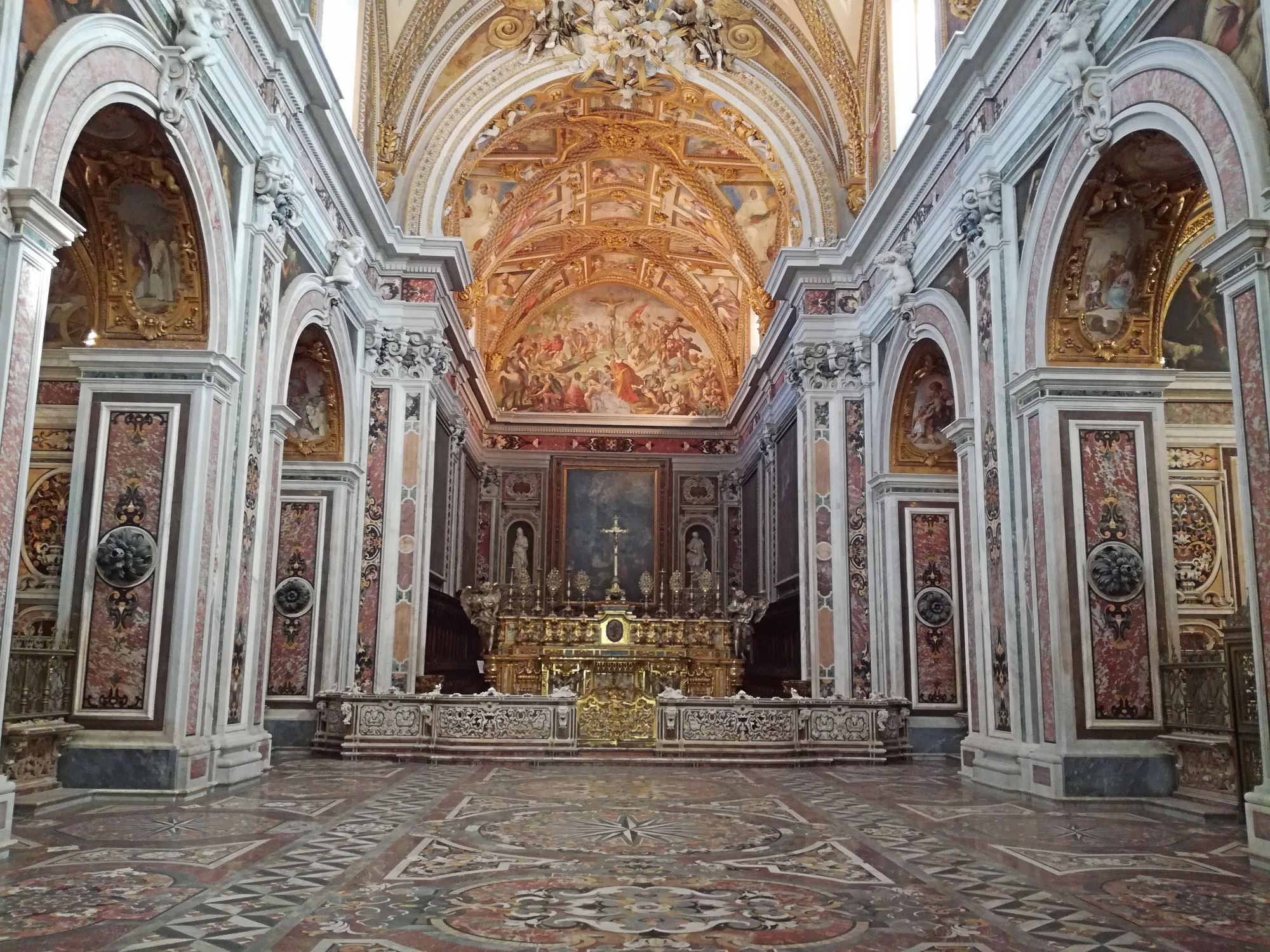
Certosa di San Martino, Nápoly
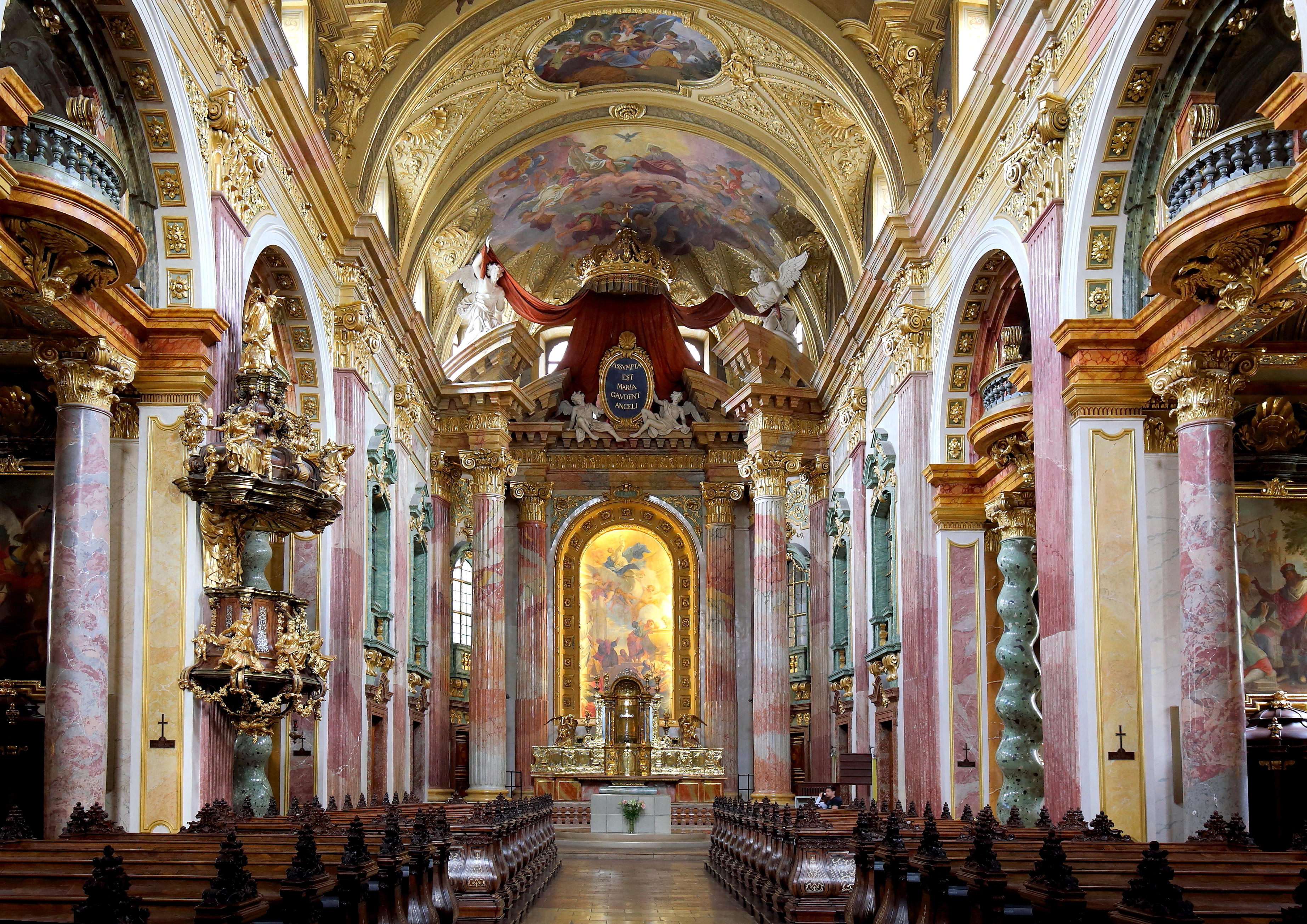
A bécsi jezsuita templom belseje
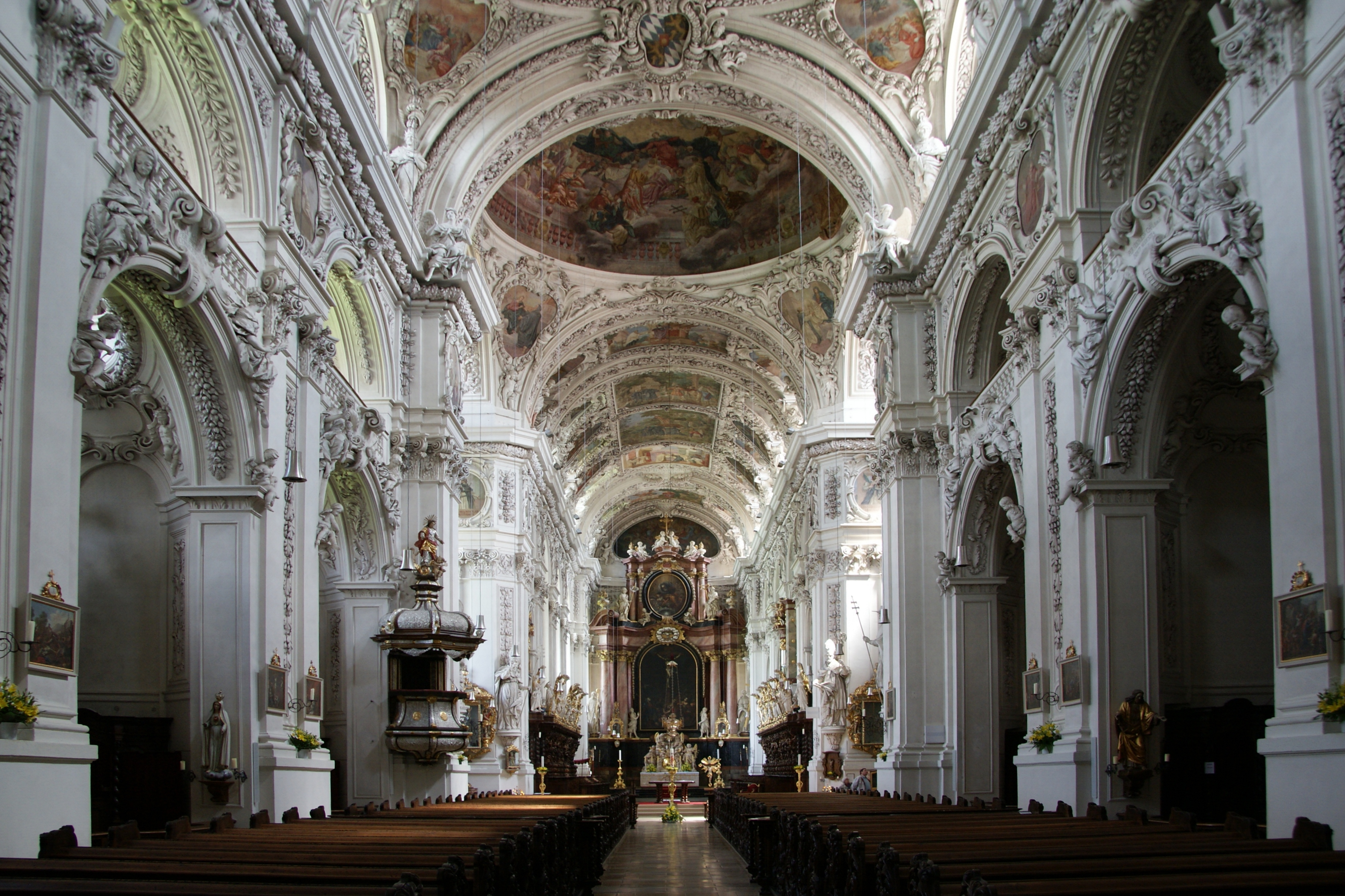
A Waldsassen-bazilika belseje
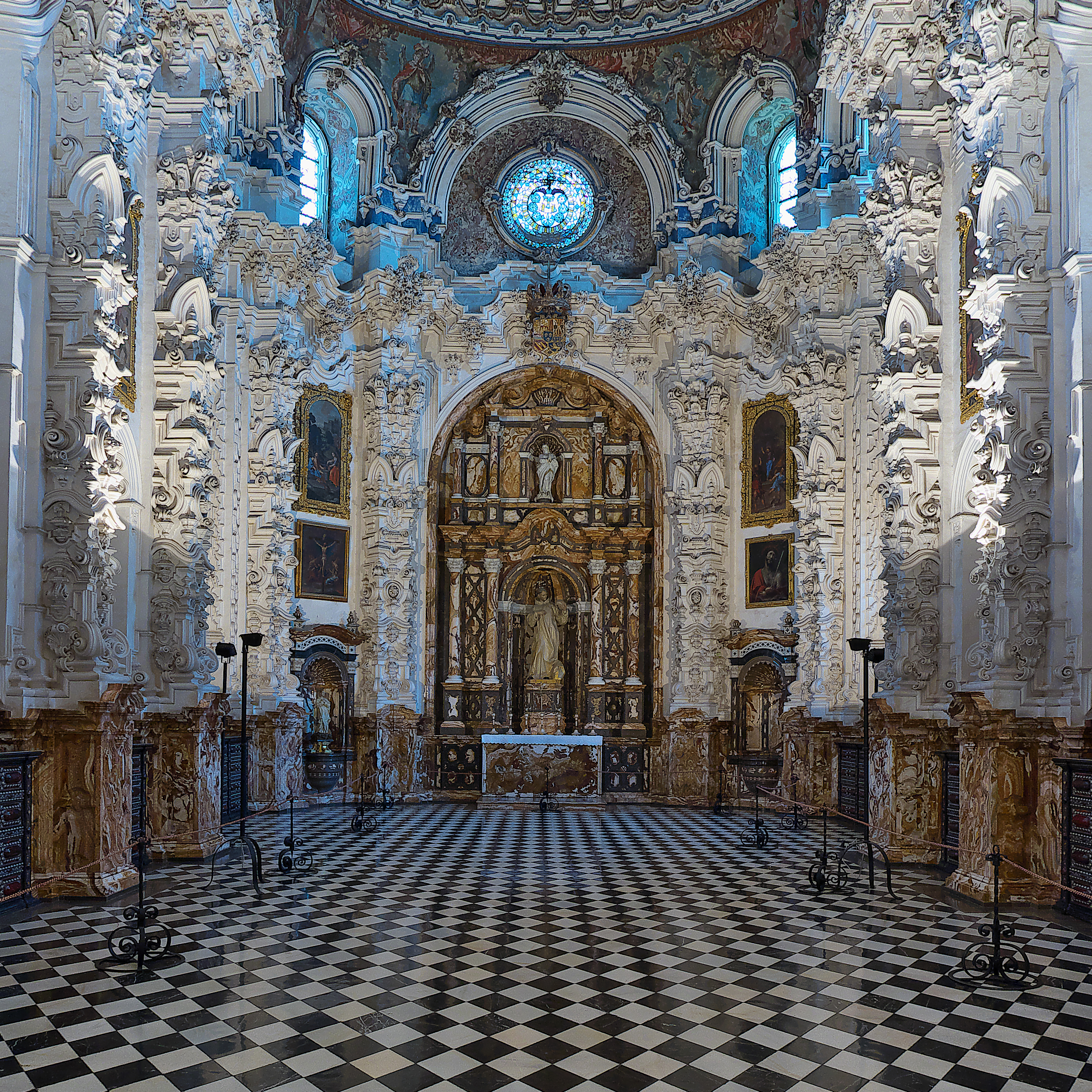
A Granada Cartuja sekrestyéje, Andalúzia
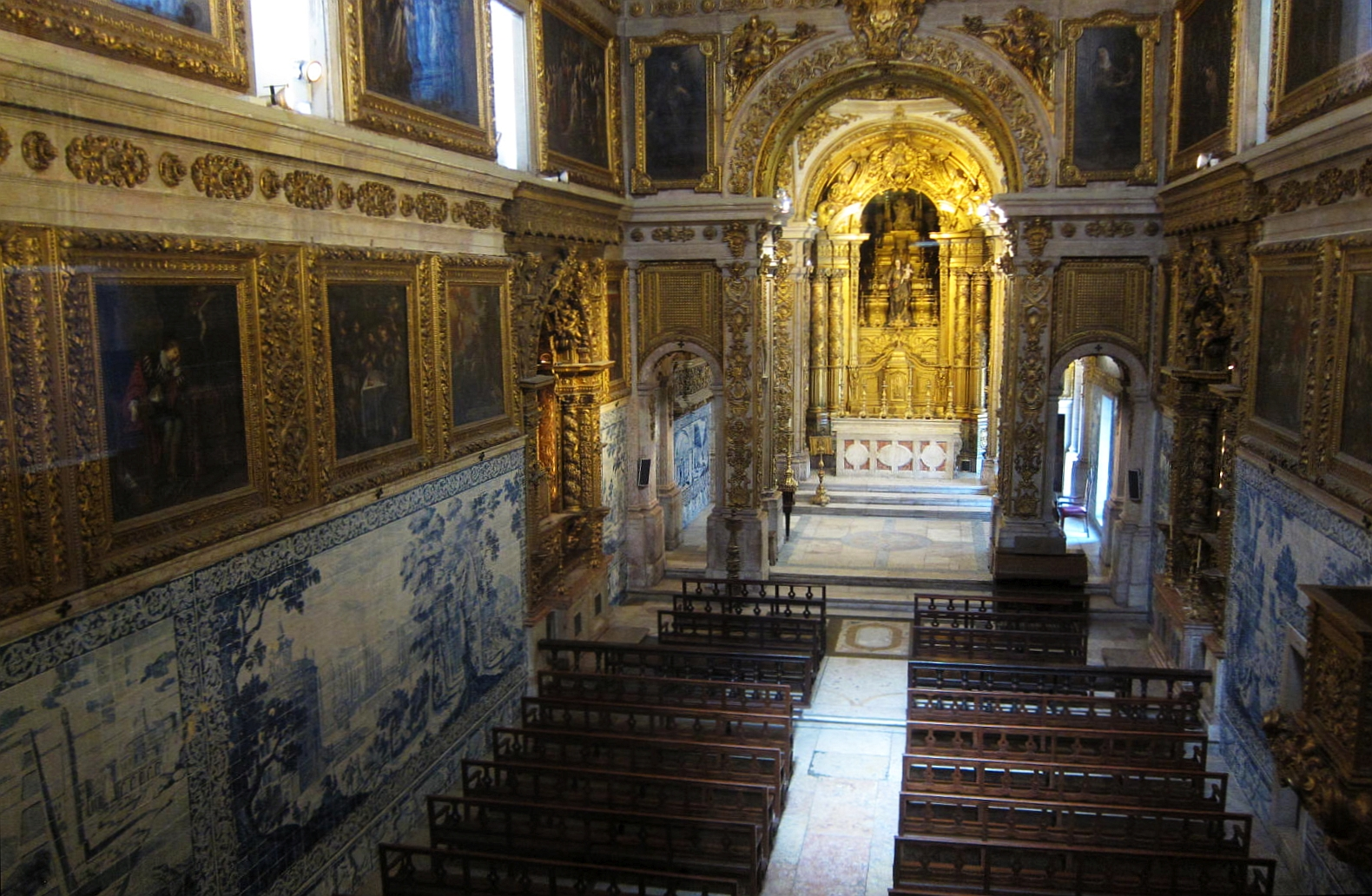
Igreja da Madre de Deus (Museu Nacional do Azulejo), Lisszabon
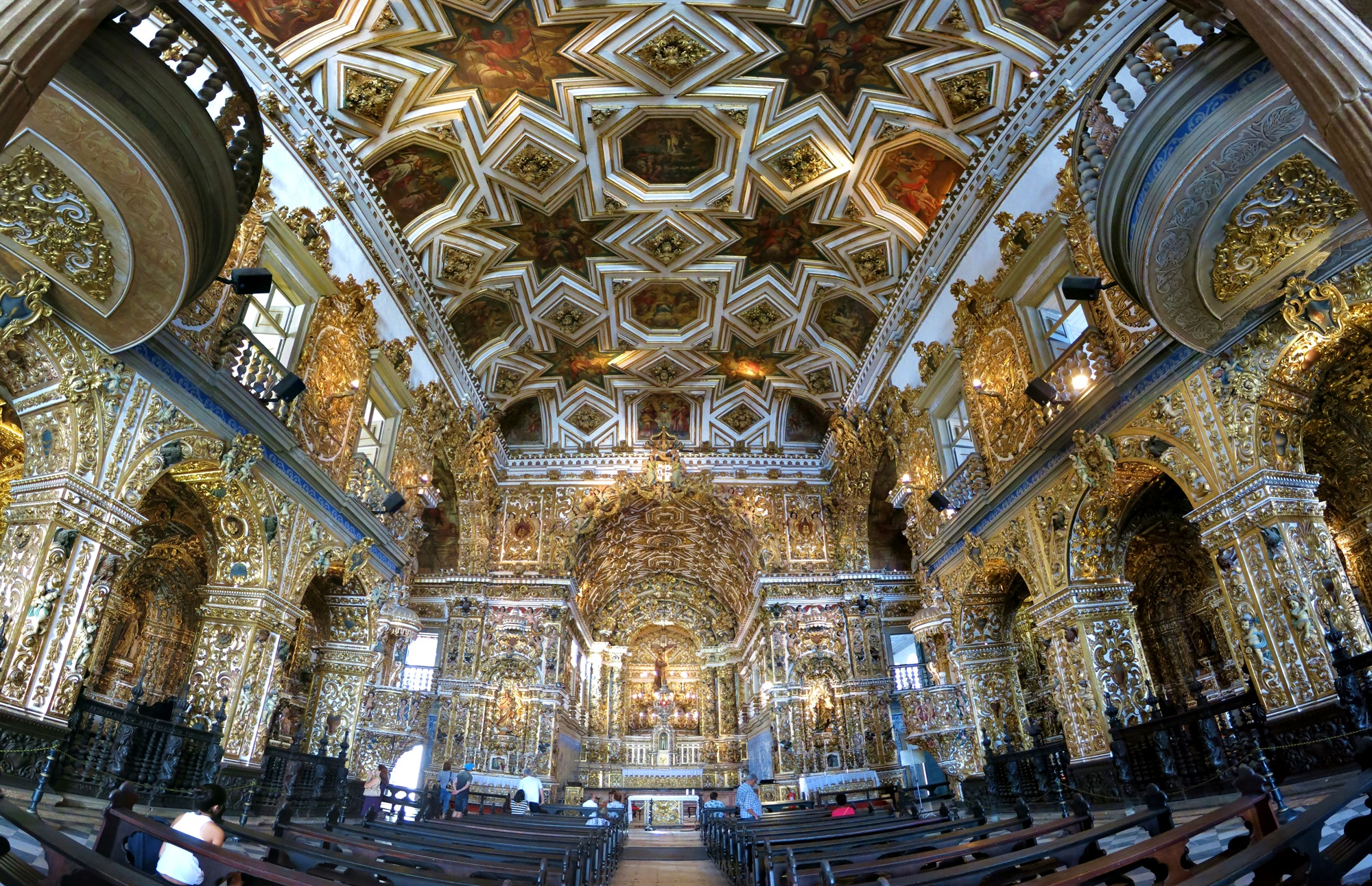
A Convento de Sao Francisco-templom, Salvador da Bahia, Brazília

Barokk paloták és kastélyok
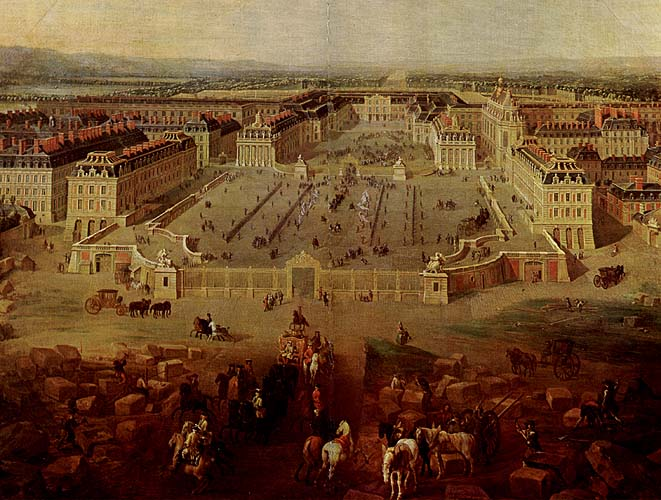
Versailles-i palota (1634–1710)
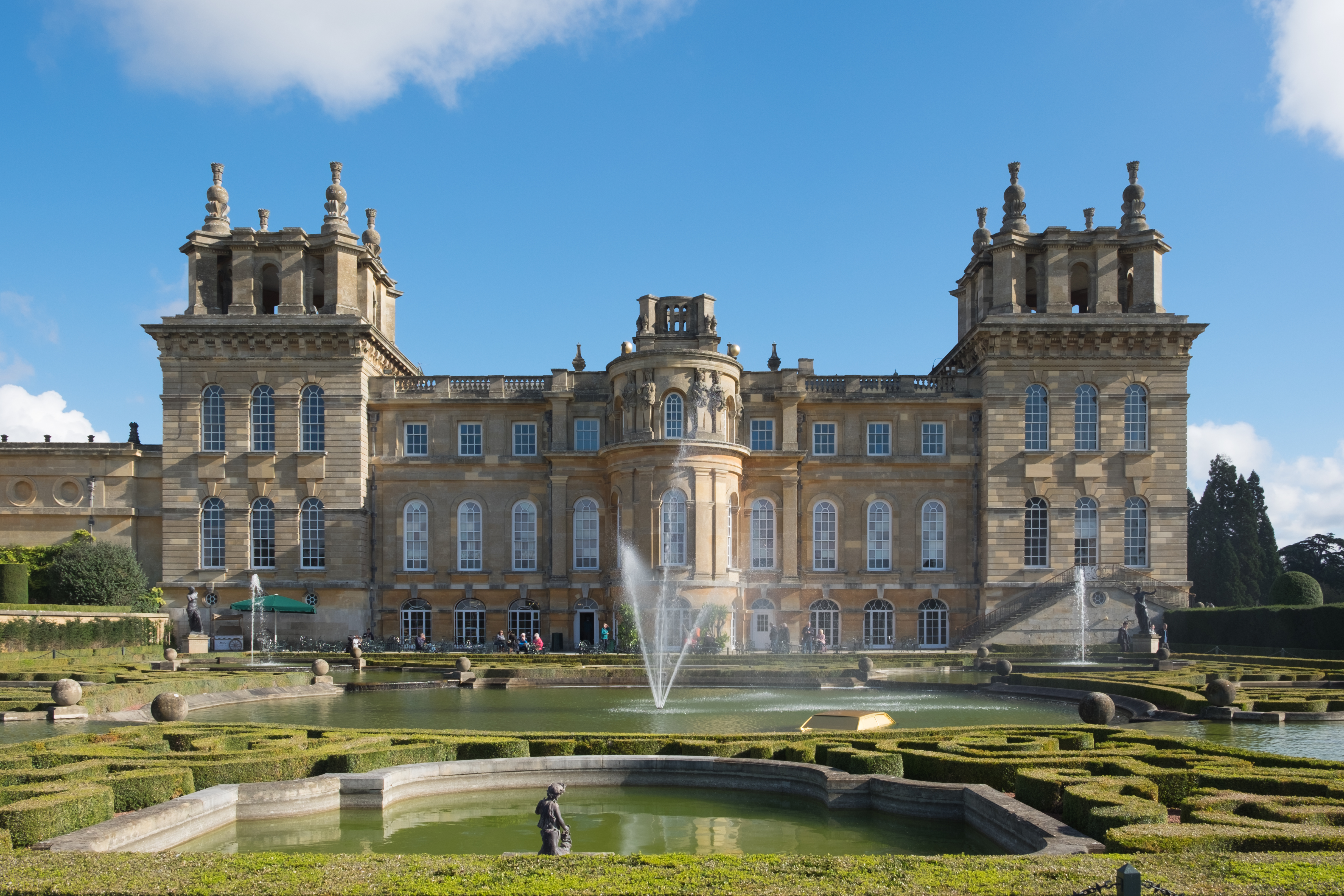
A Blenheim-palota kerti homlokzata (1704–1722)
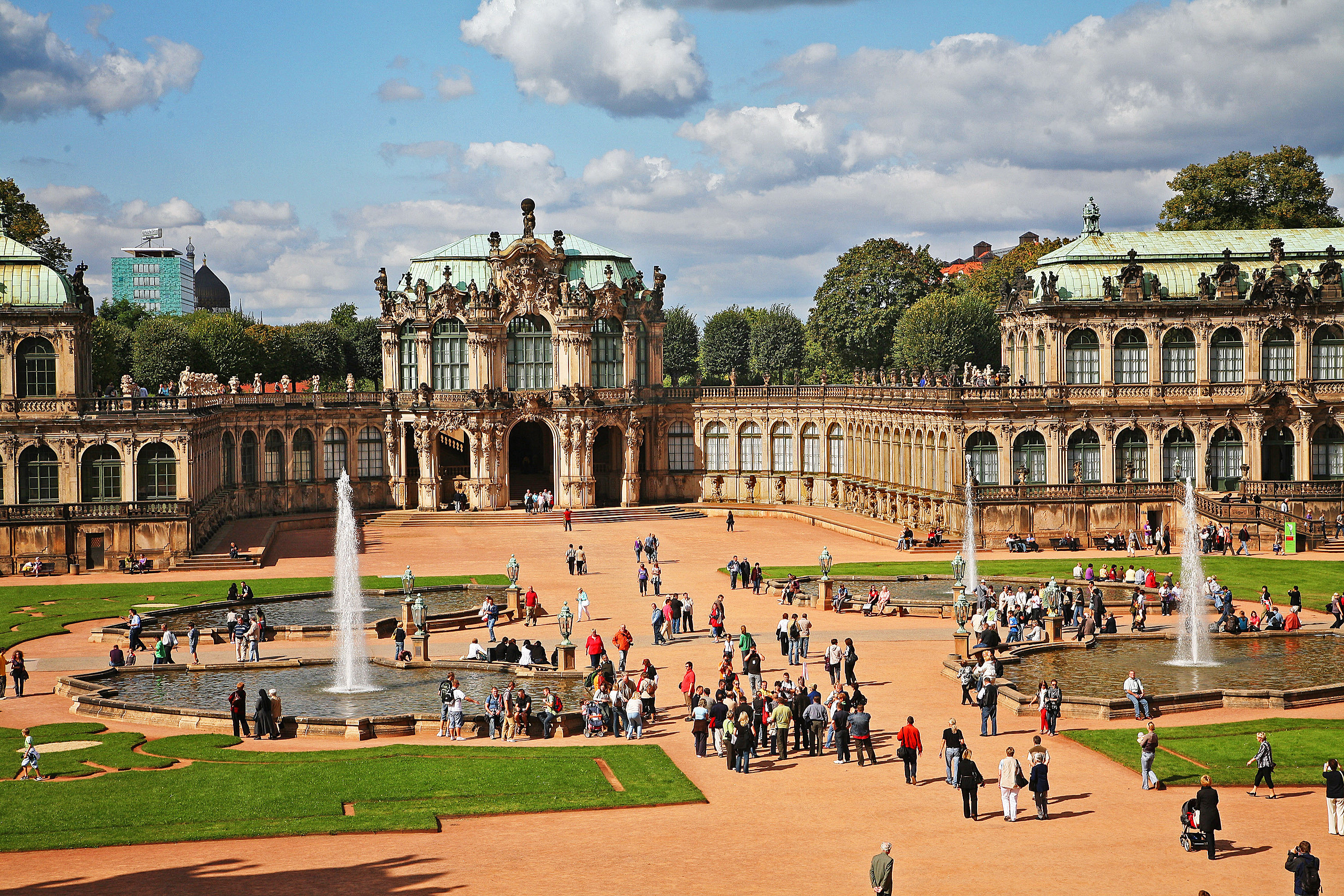
Drezdai Zwinger (1709–1728)
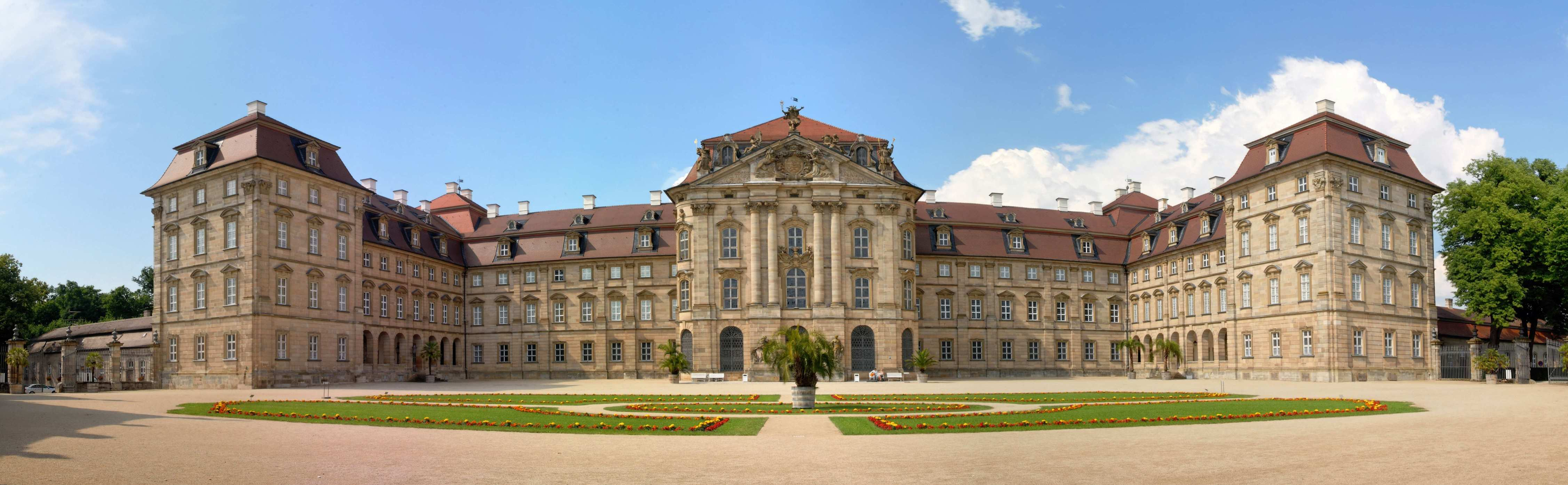
Schloss Weißenstein, Pommersfelden (1711–1718)
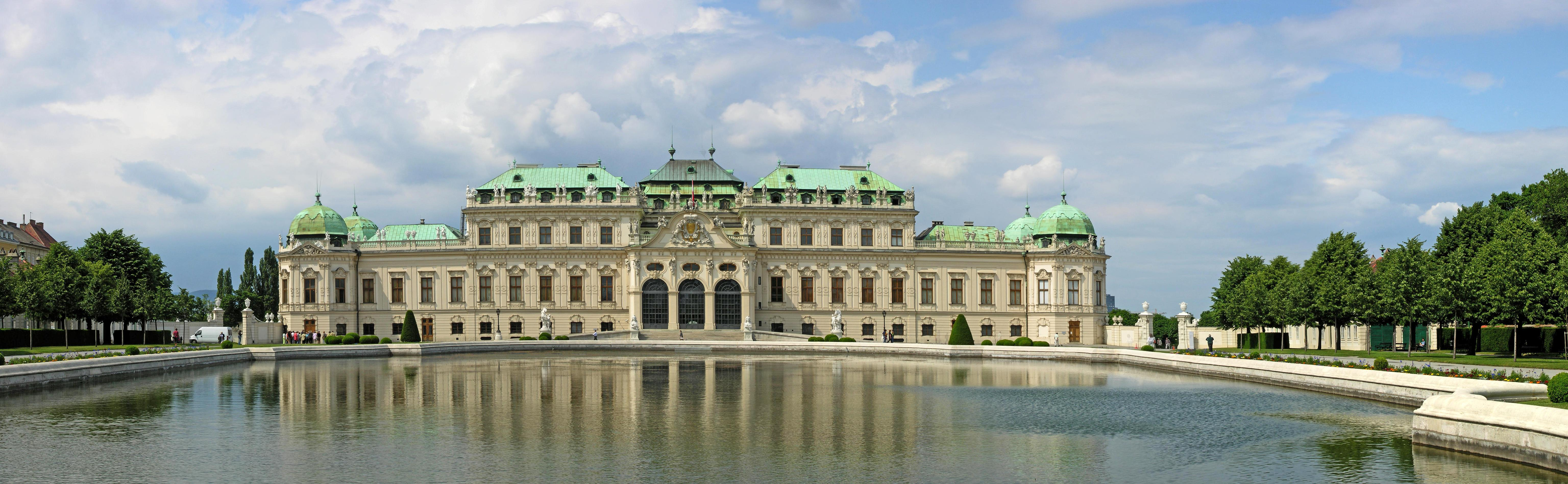
Belvedere-palota, Bécs (1720–1726)